# Leonard Bernstein
Leonard Bernstein (Lawrence (Massachusetts), 1918. augusztus 25. – New York, 1990. október 14.) többszörös Grammy-, hétszeres Primetime Emmy- és Tony-díjas amerikai zeneszerző, karmester, zongoraművész. Korának igazi sztárkarmestere volt, az első aki az Amerikai Egyesült Államokban született, és ott is tanult, világhírű dirigenseknek tartott előadást, tíz évig vezette a hazája egyik legjobb zenekarának tartott New York-i Filharmonikusokat.
Édesapja szerette volna, ha a művészpálya helyett fia tovább viszi a családi vállalkozást, de Leonard mindenáron zenészként akart érvényesülni. Zenei tanulmányait Bostonban kezdte, majd a Harvardon folytatta. Egyetemi tanulmányai befejezése után nehezen talált magának karmesteri vagy zeneszerzői, zenészi állást. 1939-ben felvételt nyert a philadelphiai Curtis Intézetbe, ahol Reiner Frigyes lett a mestere. A következő évben részt vett a Berkshire-i Szimfonikus Fesztiválon Tanglewoodban, ekkor ismerkedett meg Szergej Alekszandrovics Kuszevickijjel, aki később szintén támogatta karmesteri karrierjét. Az 1940-es évek elején alkalmi munkákból élt, majd 1943-ban a New York-i Filharmonikusok segédkarmestere lett. Még az év novemberében a megbetegedett Bruno Waltert helyettesítette a zenekar egyik koncertjén. A próbák nélkül levezényelt est meghozta számára az igazi hírnevet. Ettől kezdve karrierje elkezdett felfelé ívelni. 1958-ban kinevezték a zenekar első karmesterévé. Zeneszerzőként már korábban elindult a világhír felé az 1957-ben bemutatott West Side Story című musicallel. Karmesterként több világ körüli turnét tett zenekarával, bevezette a nyilvános főpróbákat, illetve azt a szokást, hogy a hangversenyek előtt bevezető előadásokat tart. 1969-ig vezette a zenekart. Életének ezt a szakaszát hang- és televíziós felvételek sokasága dokumentálja az utókor számára. Élete utolsó húsz évében sokat koncertezett a világ körül. Az 1970-es években egyetemi előadásokat tartott a Harvardon, karmesterkurzust vezetett Bécsben, és megírta legtöbbet vitatott Mise című művét. Az 1980-as években rendszeresen fellépett az amszterdami Concertgebouw Zenekarral, a Bajor Rádió Szimfonikus Zenekarával, illetve többször adott hangversenyt Bostonban és Los Angelesben is, az Izraeli Filharmonikus Zenekarral vett részt egy világ körüli turnén. 1990-ben nem sokkal azután halt meg tüdőrákban, hogy bejelentette visszavonulását a pódiumtól.

## Élete

### Gyermekkora
Az askenázi zsidó Bernstein család Ukrajnából, Rovno környékéről települt Amerikába. Leonard apja, Samuel Joseph Bernstein valószínűleg 1909-ben, tizenhat éves korában vándorolt ki Amerikába, ahol először halpucoló lett New Yorkban, majd miután sikerült összegyűjtenie némi pénzt, kis parókakészítő vállalkozást alapított. Anyagi körülményeinek rendezése után feleségül vette a szintén az Orosz Birodalomból származó Jennie Resnicket. Összesen három gyermekük született. Leonard, a legidősebb, Louis Bernsteinként 1918. augusztus 25-én látta meg a napvilágot Massachusetts államban, egy Lawrence nevű kis üdülőhelyen. Hat évvel később született meg húga, aki a Shirley nevet kapta, majd 1931-ben Burton nevű öccse.

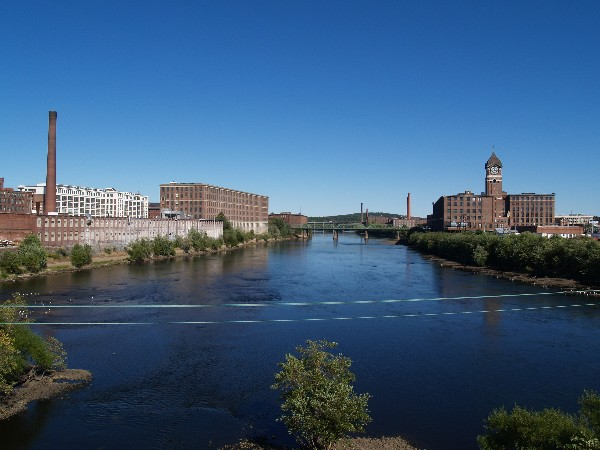
Lawrence látképe a Merrimack folyóról

Samuel Bernstein egymás után vágott bele különböző kereskedelmi tevékenységekbe. Ahogy bonyolította-váltogatta üzleti ügyeit, úgy költözött családjával egyik helyről a másikra. Így gyermekei folyamatosan új társaságba kerültek. Leonardot ez nagyon megviselte; állandóan betegeskedett, krónikus szénanáthája, majd asztmája lett. Sovány testalkatú, befelé forduló, magányos fiú volt. Kisebbrendűségi érzések gyötörték, sokszor családtagjai elől is elmenekült. Leginkább az egyedüllét vonzotta.
Apja élénken érdeklődött az ortodox zsidó vallástudomány és liturgia iránt. Leonardot nyolc éves korában vitte el első alkalommal a helyi zsinagógába, ahol egy orgonakíséretes kórus énekelt a liturgia alatt. Bernstein itt hallott először „komolyzenét”. Otthon volt ugyan gramofonjuk, de azon mindig a kor divatos slágereit hallgatták. Zongorával először a család különböző ismerőseinél találkozott. Ilyenkor mindig leült a hangszer elé, és ha tehette, hosszú órákat töltött el a hangok keresésével.
Otthon egészen addig nem volt zongorájuk, amíg Leonard egyik nagynénje válása miatt kisebb lakásba nem költözött, és ott nem hagyta zongoráját a családnál ideiglenes megőrzésre. A hangszer nem volt a legjobb állapotban, de a már tizenegy éves Leonardnak így is nagy örömöt szerzett. Ettől kezdve szinte minden szabad idejét a hangszer mellett töltötte, olykor késő éjszakáig játszott rajta. És persze elkezdte kérlelni szüleit, hogy taníttassák zongorázni. A szülők végül engedtek kérésének, és szereztek neki egy olcsó, óránként egy dollárért oktató tanárnőt, Friede Karp személyében.

### Az első zenei tanulmányok
A rendszeres, komoly zenetanulás azonban ekkor még nem vette kezdetét: Karp jobbára divatos kis dalokra, slágerekre tanította Leonardot, majd két év múlva férjhez ment, és Kaliforniába költözött. Ezután Boston belvárosában, kétszeres óradíjért találtak új tanárt Leonardnak. A gyermek vállalta, hogy ő is kiveszi részét a költségekből: zsebpénzéből minden egyes zongoraórához huszonöt centtel hozzájárult.
Második zongoratanára két évig tanította. Ezen időszak alatt nagyon sokat fejlődött, de rossz technikát sajátított el: természetellenesen merev kéztartással, lapos ujjal végzett billentést. Leonard érezte, hogy ez a technika nem megfelelő és a későbbiekben gátolni fogja az előremenetelben, ezért úgy döntött, másik zongoratanárt keres magának.
Boston akkoriban legnevesebbnek számító tanárához, Heinrich Gebhardhoz fordult tanácsért, aki azonnal felfedezte Bernstein nem mindennapi tehetségét. Végül mégsem fogadta tanítványai közé, hanem beajánlotta asszisztenséhez, Helen Coateshez. Azonban előrevetítette: ha Leonard szép előrehaladást tud felmutatni zongoratanulmányaiban, akkor később majd ő folytatja az oktatását.
Miss Coates először Leonard játéktechnikáján javított rendszeres skálázással, etűdgyakorlatokkal. Emellett biztatta fiatal tanítványát, hogy hallgassa nagy klasszikusok zeneműveit a rádióból, tanulmányozza zenedarabjaik partitúráját. Bernstein ekkor próbálkozott először zeneszerzéssel; kisebb zongoradarabokat komponált, eljátszotta tanárának, aki nagy érdeklődéssel hallgatta őket.
Coates vezette el Bernsteint az opera műfajához. Teljes operajelenetek átiratát játszatta tanítványával, miközben maga énekelte az oda tartozó szólamot. Leonardnak nagyon tetszettek ezek a gyakorlatok, hát folytatta otthon is; Coates helyett olyankor Shirley, a kishúga énekelt. Persze maga is énekelgetett operarészleteket. Mindent eredeti nyelven próbált előadni, noha akkor még egyetlen idegen nyelvet sem beszélt tökéletesen.
Zongoratanárnője szerint Leonard ijesztően tehetséges volt. Minden új zenedarabot könnyen, gyorsan memorizált és játszva leénekelt bármit. A zenetanulás mellett iskolai tanulmányait sem adta fel. A bostoni Latin School tanintézetben a legjobb tanulók közé tartozott.

### Ifjúsága
Bernstein idővel a beteges, határozatlan kisfiúból határozott és fizikailag erős testalkatú kamaszfiúvá érett. Tizennégy éves korában már a sportban is jelentős eredményeket ért el. Ekkoriban vált szokásává, hogy vele egykorú ismerőseit táncos-dzsesszes zongoraátiratokkal szórakoztassa. Közben iskolai koncerteken is fellépett, többek között a Boston Public School zenekarának hangversenyén. Hamarosan saját dzsesszegyüttest alapított.
Apja közben egyre jobban aggódott, hogy fia teljesen elszakad a család üzleti tevékenységétől. Ezért egy időre még a zongoraleckék fizetését is felfüggesztette, ám ez nem ijesztette meg Leonardot; elszegődött zenésznek egy tánczenekarhoz, és zongoraórák helyett velük járt próbálni. Apja szerint ez már egyenesen a család jó hírét veszélyeztette, így inkább továbbra is vállalta, hogy fizeti fia zongoratanulmányait.

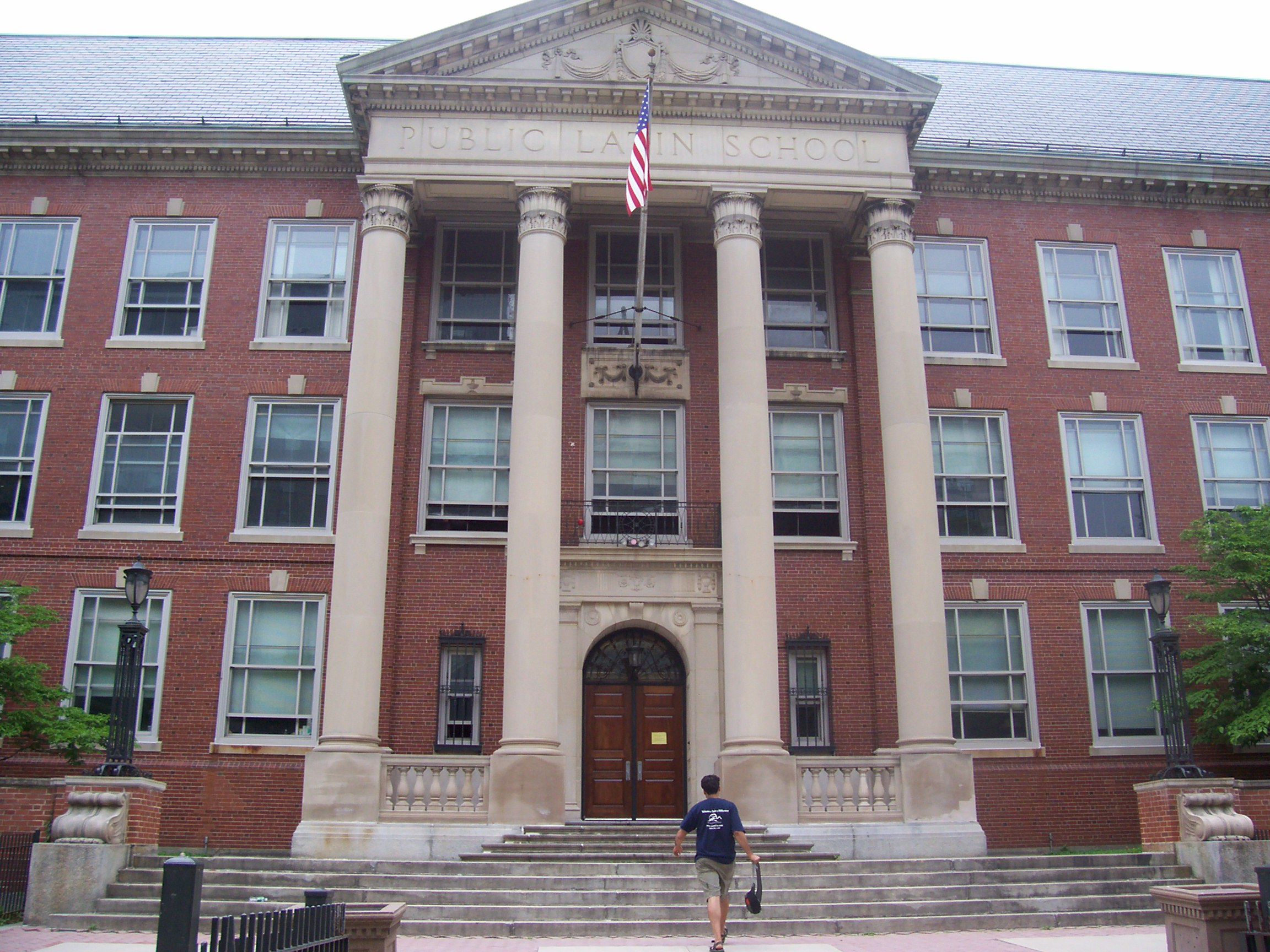
A Latin School épülete Bostonban

A Bernstein gyerekek a nyarakat Sharonban töltötték. Tizenöt évesen Leonard az itteni táborozás alkalmával betanította társainak és előadatta velük a Carmen burleszkváltozatát, az előadáson ő maga a címszerepben lépett fel. Ezután egy Gilbert–Sullivan-operett rövidített változatát is előadták. Ehhez azonban már a Bernstein-család más tagjainak a segítségére is szükség volt. Apja parókákat adott az előadáshoz, anyja pedig megengedte, hogy Shirley és a háztartási alkalmazott, Leila is közreműködjön az előadásban.
Egy alkalommal a Panama-csatornán hajókiránduláson vett részt a Bernstein-család. Leonard megragadta az alkalmat és zongorajátékával szórakoztatta az utasokat. Akkora sikert aratott, hogy hosszabb időre akarták szerződtetni a hajóra.
1933-ban benevezett egy nyilvános bostoni zenei versenyre is, mert annak fődíja egy új zongora volt. Mivel a versenyen csak azok vehettek részt, akik betöltötték tizenhetedik életévüket, hát csaláshoz folyamodott és átjavította születési dátumát. Végül azonban csak második helyezett lett.
Tizenhat éves korában apja elvitte a bostoni Symphony Hallba Sergey Rachmaninov zongoraestjére. Akkor hallott először igazi, nagyszabású, élő koncertet. Azidőtájt ismerkedett meg Prokofjev és Sztravinszkij muzsikájával is. Hamar a két orosz szerző bűvkörébe került, írt is egy zongoraszonátát a két zeneszerző avantgárd stílusában. Tanulmányait 1935-ben fejezte be a Latin Schoolban.
Apja azonban nem akarta, hogy fia zenész legyen. Véleménye szerint az üzleti tevékenység biztosabb életet ígér, mint a buktatókkal teli művészpálya. Végül kompromisszumot kötött fiával: beleegyezett, hogy továbbra is tanulhasson zenét, de közben más egyetemi tanulmányokat is kellett végeznie. Úgy vélte, azt, hogy végül az üzleti vagy a zenei életben kezd el majd tevékenykedni, ráérnek eldönteni, miután lediplomázott. Emellett nem finanszírozta tovább a zongoraórákat, Leonardnak attól fogva önerőből kellett előteremtenie a pénzt, így zongoratanítványokat vállalt óránként egy dollárért.

### Egyetemi tanulmányok a Harvardon
A középiskola befejezése után Bernstein négy évig tanult Amerika egyik legismertebb egyetemén, a Harvardon, ahol zenei és nem zenei kurzusokat egyaránt látogatott. A zene mellett elsősorban a filozófia és a nyelvészet érdekelte. Zenei tanulmányai során most először foglalkozott rendszeresen zeneelmélettel és hangszereléssel. Egyetemi évei alatt már Heinrich Gebhard volt a zongoratanára, ő elsősorban az impresszionista művek stílusos előadására fektetett hangsúlyt a zeneórákon. Gebhard hívta fel Bernstein figyelmét Ravel G-dúr zongoraversenyére, ami később, neves előadóművészként a kedvelt hangversenydarabja lett.
Eleinte úgy látszott, hogy Bernstein zongoraművész lesz, de közben folyamatosan próbálkozott komponálással is. Zongoristaként többször fellépett az egyetemi zenekarral valamint a Massachusettsi Állami Zenekarral, illetve ő lett az egyetem kórusának zongorakísérője. Továbbá írt zenekritikákat is: először az egyetem irodalmi magazinjába (Advocate), majd 1938–39-ben a New Yorkban negyedévenként megjelenő Modern Musicba, a zeneszerzők szövetségének kiadványába. Nyaranként színpadi zenével foglalkozott, többek között Gilbert és Sullivan operettjeinek színpadra állításánál segédkezett Onotában. Ott ismerkedett meg Adolphe Greennel. Green tehetséges színész volt, elsősorban komikus darabokban hívta fel magára a figyelmet.

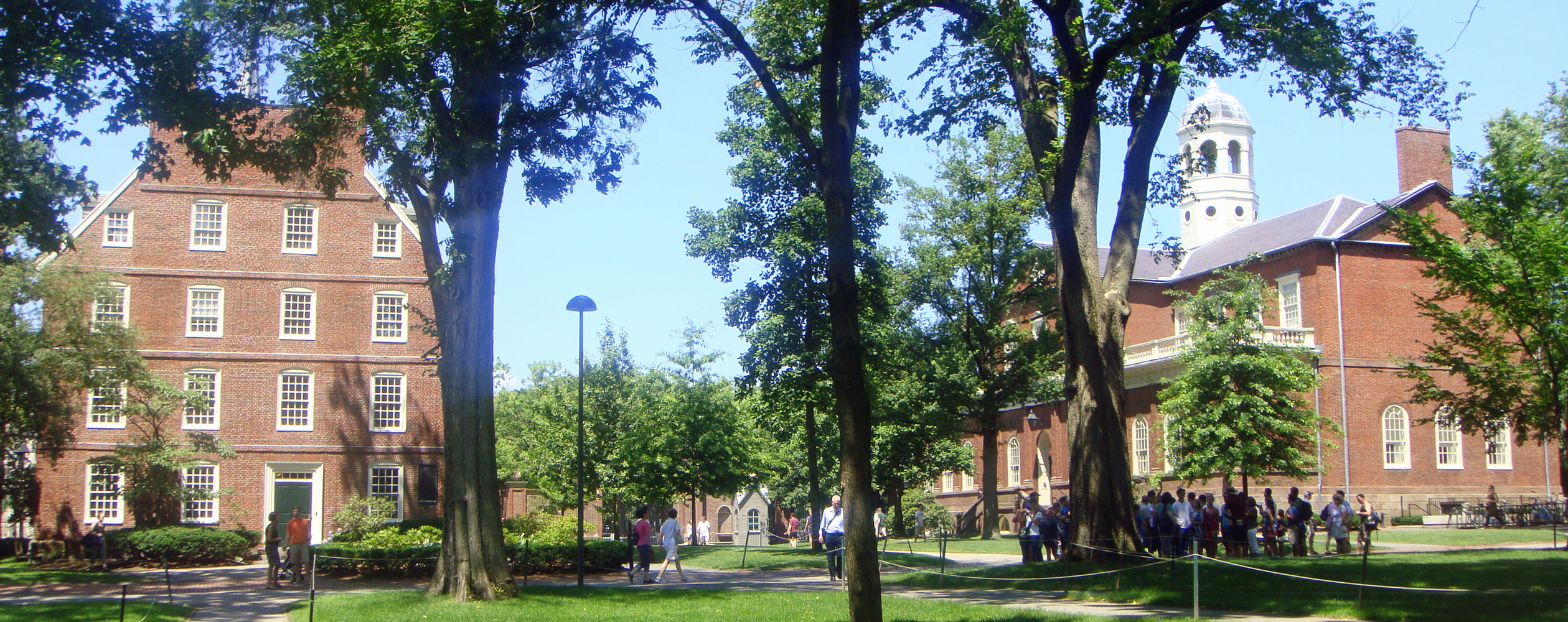
A Harvard Egyetem látképe

1939-ben a Harvard Classic Club Arisztophanész Madarak című vígjátékát készült előadni, és Bernsteint kérték meg, hogy írjon kísérőzenét a darabhoz. Eleget tett a kérésnek, és az 1939. április 21-én és 22-én lezajlott előadásokon ő dirigálta a zenekart. Ez volt első komoly vezénylése. A társulattal ezután előadatta Marc Blitzstein A bölcső ringani fog című zenés színpadi művét. A darab arról szól, hogy az acélmunkások tömörülését hogyan igyekeznek a hatalmasok gyalázatos eszközökkel megakadályozni. Bernstein még New Yorkban látta a nagy port kavaró produkciót, majd megpróbálta Bostonban színre vinni a darabot, de a rendőrség az előadás szeméremsértő voltára hivatkozva végül nem engedélyezte a bemutatót. Mivel azonban az Egyesült Államokban az egyetemek autonómiát élveznek, a Harvard falain belül akadálytalanul véghez tudta vinni A bölcső ringani fog színpadra állítását.
Bernstein lett az előadás mindenese. Ő tanította be a darabot, ő rendezte, és a színpadra állított zongora mellől ő kísérte-vezényelte az énekeseket. Követve Blitzsteint, ő is magyarázatokat fűzött az egyes jelenetekhez. Az előadáson fellépett Leonard húga, Shirley is; egy prostituáltat alakított, a család természetesen nagyon felháborodott, noha az előadás óriási közönségsiker lett. Maga Blitzstein is megnézte az előadást és el volt ragadtatva Bernsteintől. Saját elmondása szerint Leonard sokkal jobb magyarázatokat fűzött az egyes jelenetekhez, mint ő. Bernstein később gyakran vezényelte Blitzstein műveit, és első fiának is ő lett a ̺keresztapja[forrás?].
Leonard a Harvardon egy másik, később szintén nagy karriert befutott zenésszel, Aaron Coplanddel is megismerkedett. De egyetemi évei alatt ismerkedett meg egy véletlen folytán Dimitri Mitropulosszal, a világhírű karmesterrel is, aki később több mindenben is segítette szakmai előmenetelét.

### Egy reménytelen nyár New Yorkban
Az egyetem elvégzése után Bernstein sokáig nem talált állást. Fogalma sem volt, hogy mihez kellene kezdenie, ez természetesen családi vitákat eredményezett. Apja heti száz dolláros fizetést ajánlott fel neki, ha otthon marad az üzletben. Bernstein visszautasította az ajánlatot, mire apja kijelentette, hogy semmilyen anyagi támogatást nem tud neki nyújtani. Végül abban állapodtak meg, hogy próbáljon szerencsét New Yorkban, és ha a nyár végéig nem sikerül állást találnia, még mindig hazatérhet az üzletbe.
New Yorkban Adolph Green adott neki szállást. Eleinte kilátástalanak tűnt az álláskeresés, ugyanis a zenészszakszervezet még egy zongorista szerződtetéséhez is szakszervezeti tagságot követelt, aminek pedig az volt a feltétele, hogy a tagjelölt legalább hat hónapja New York-i lakos legyen. Bernstein nem tehetett mást, megpróbálta megismertetni magát a szakmával. Ezért többször ingyen lépett fel a Village Vanguard-i műsorokban, még egy másokkal közösen írt dal lemezfelvételén is részt vett. Közben rendszeresen látogatta a Lewisohn Stadionban rendezett népszerű koncerteket és felvette a kapcsolatot Coplanddel is. Green emellett különböző partikra-fogadásokra is rendszeresen magával vitte, ahol általában zongorázásával szórakoztatta a közönséget. De minden hiába volt: bár a közönség és a szakma köreiben is sikert aratott, állást nem sikerült találnia. depressziós lett, és mihelyst elfogyott az összes pénze, visszautazott Bostonba.
Nem sokkal azután, hogy megérkezett Bostonba, egyik volt osztálytársától megtudta, hogy Mitropulosz az európai turnéja előtt még pár napot New Yorkban tölt, a Biltmore Hotelben lakik. A hír hallatán Bernstein kölcsönpénzen nyomban visszautazott New Yorkba. Felkereste Mitropuloszt és feltárta előtte reménytelen helyzetét. A karmester elképzelhetetlennek tartotta, hogy Bernstein feladja a zenei pályát. Meglátása szerint fiatal barátjának minden képessége megvolt a karmesterséghez, de még képeznie kellett magát. Először a Juilliard Schoolba ajánlotta be, de ott elutasították. Ezután a philadelphiai Curtis Intézetben próbált meg helyet szerezni Bernsteinnek. Az intézetet ekkoriban a magyar származású Reiner Frigyes vezette. A felvételik már lezárultak, de Mitropulosz latba vetette minden tekintélyét és végül behívták meghallgatásra Bernsteint.

### Két év a Curtis Intézetben

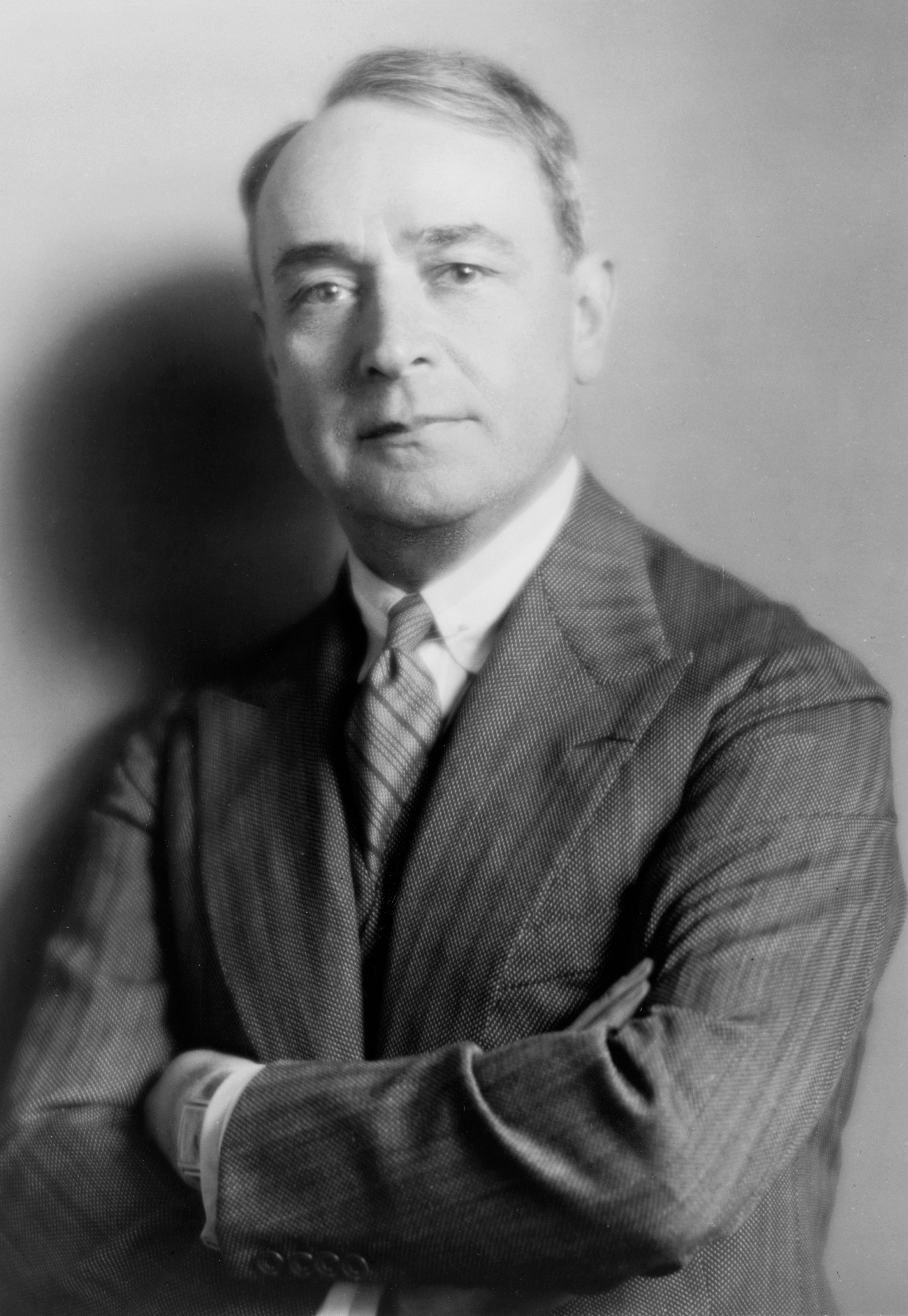
Szergej Alexandrovics Kuszevickij, Bernstein tanára

Bernstein 1939 szeptemberében felvételt nyert a Curtis Intézetbe. Reiner tanítványának fogadta és ösztöndíjat is adott neki. Így nem kellett tandíjat fizetnie, azonban még így is szűkösen élt. Kis, zsúfolt szobát bérelt, estéit pedig javarészt barátainál töltötte. Gyakran rendezett házi koncertet és sokat vitatkoztak zenei kérdésekről; együtt hallgatták a New York-i Filharmonikusok hangversenyeit a rádióból.
A Curtis Intézetben már az első évben alkalmat kapott, hogy az intézmény zenekarát vezényelje. A hangversennyel szép sikert aratott, és saját elmondása szerint ezután már a világ legtermészetesebb dolga volt számára, hogy karmester lesz. Zongoratanára Isabelle Vengerova lett. Szigorú tanár volt és nem engedte, hogy tanítványai szenvedélyesen belefelejtkezzenek a zongorajátékba. Bernsteinnek szüksége is volt egy ilyen keménykezű, pedáns tanár útmutatásaira, mert zongorajátéka technikailag még sok kívánnivalót hagyott maga után.
Nyáron eljutott a Berkshire Symphonic Festiválra Tanglewoodba, ahol a tehetséges zenészek a fesztivállal egy időben nyári továbbképzéseken vehettek részt, és módjuk nyílt megismerkedni kiváló előadókkal, zeneszerzőkkel, zenetanárokkal.
Bernstein ezeket az 1940-es nyári heteket élete egyik legboldogabb időszakának tartotta. Igyekezett mindenben részt venni. Rendszeresen konzultált többek között a világhírű karmesterrel, Szergej Alekszandrovics Kuszevickijjel. Sokat átvett vezénylése szenvedélyességéből és a modern zene iránti szeretetéből. Kuszevickij megalkuvás nélküli engedelmességet várt el tanítványaitól. Hirtelen haragú volt és nehezen lehetett kiengesztelni; nem tűrte, hogy ellentmondjanak neki. De Leonard Bernstein kivételezett helyzetben volt. Ő volt az egyetlen, aki ellenvéleményt fejthetett ki anélkül, hogy a mester dührohamot kapott volna. Olyan jó kapcsolatba kerültek, hogy elterjedt a hír, miszerint Kuszevickij azt szerette volna, ha Bernstein lenne az utódja a bostoni szimfonikusoknál. Ezt látszott megerősíteni az is, hogy Tanglewoodban rábízta egy akkoriban nagyon népszerű angol zeneszerző, Constant Lambert Rio Grande című művének vezénylését.

### Újabb nehézségek
1941 őszén az ifjú Bernstein befejezte tanulmányait Philadelphiában. Képzett karmester lett, de most sem tudta, mihez kellene kezdenie. Mitropulosz szerette volna, ha másodkarmesterként hozzá kerül, de a Minneapolisi Zenekar költségvetése ezt nem tette lehetővé. Kuszevickij azt akarta, hogy tanítványa térjen vissza Bostonba, ahol majd csak talál lehetőséget számára a nagyközönségnek való bemutatkozásra. Felajánlotta neki, hogy játssza el a mexikói zeneszerző, Carlos Chávez zongoraversenyének szólóját a darab ősbemutatóján, a szerző vezényletével, majd a bostoni szimfonikusok több hangversenyét is át akarta adni neki. Ezen fellépések honoráriumai, illetve a kisebb alkalmi munkái biztosították volna megélhetését.

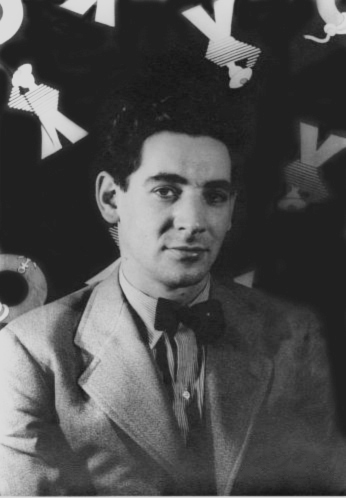
Leonard Bernstein 1944-ben

Csakhogy a bostoni zenekar ekkoriban igen éles harcot vívott a zenészek szakszervezetével, aminek tétje a szakszervezethez való csatlakozás volt. James Caesar Petrillo, a bostoni zenekar igazgatója, feltétlenül be akarta léptetni zenekarát a szakszervezetbe és amíg ez nem történik meg, minden tagnak megtiltotta a szereplést a zenekarral. Márpedig Bernstein és Chávez is tagok voltak. Leonard, hogy pénzt keressen, zongorastúdiót bérelt. De minden hiába: a hirdetések ellenére egy tanítványt sem sikerült szereznie.
1941. december 7. után, a Pearl Harbor-i események hatása alatt be akart lépni a hadseregbe, de asztmája miatt visszautasították. Munkát ezután sem sikerült találnia. Jótékonysági hangversenyeken lépett fel, a Modern Művészek Intézetében, még Copland A második hurrikán című operáját is előadatta. Ebben az intézményben mutatták be 1942. április 22-én Bernstein első, nyomtatásban is megjelent művét, egy klarinét–zongora szonátát. Ez volt az első érett műve, amelyet nyilvánosan is bemutattak. A következő évben New Yorkban és Philadelphiában is előadták a darabot.
New Yorkba Kuszevickij és Reiner Frigyes ajánlóleveleit vitte magával, de ezek kevesek voltak ahhoz, hogy munkát találjon. Egy szűk szobát bérelt ki és minden kisebb zenei munkát kénytelen volt elvállalni. Zongoraórákat és énekleckéket adott egy dollárért, balettgyakorlatokat kísért zongorával, különböző kiadóknak népszerű slágereket hangszerelt meg. Közben több zenei kiadóvállalatnál is jelentkezett meghallgatásra. Végül a Chappel cégnél sikerrel járt. A kiadót ekkoriban Szirmai Albert vezette, aki hamar felismerte a fiatalember rendkívüli tehetségét. Bernstein a maga módján a háborúból is kivette a részét: több alkalommal is ingyenkoncerteken szórakoztatta a szabadságon lévő katonákat.
Azonban rendszeres munkát nem sikerült találnia. Ennek következtében továbbra is igen szerény anyagi körülmények között élt. Egy alkalommal apjától kényszerült kölcsön kérni 25 dollárt. Zeneszerzői próbálkozásaira senki sem figyelt fel, vezénylési lehetőséget nem kapott. 1942 telén mély depresszióba esett. Még az is megfordult a fejében, hogy talán tényleg nincs elegendő tehetsége a zenei pályához, és apjának lehet igaza: haza kellene mennie, és beszállnia a család üzleti vállalkozásába. Aztán egy decemberi napon összefutott az utcán Irving Caesarral, a népszerű zeneszerző-dalszövegíróval. Már korábbról ismerték egymást: egy alkalommal Bostonban közösen adták elő Caesar egyik darabját, majd a koncert utáni partin adtak egy rögtönzött koncertet is, ahol Caesar a saját dalait énekelte Bernstein zongorakíséretével.
Caesar nem értette, hogy egy ilyen tehetséges művésznek, mint Bernstein, hogy lehetnek megélhetési problémái. Megígérte barátjának, hogy rendszeres munkához fogja juttatni és állta is a szavát: bemutatta őt a Hermann Starr of Harms zenei kiadó vezetőjének. Bernstein mindössze heti tíz dollár fizetséget szeretett volna, hogy biztosan New Yorkban maradhasson az elkövetkezendőkben, de a Starr főnöke heti huszonöt dollárt ajánlott neki. Új munkahelyén népszerű dalok zongorakivonatát kellett elkészítenie két- és négykezesre, illetve ezen dalok átiratait fúvószenekarokra. Emellett dzsesszművészek improvizálását kellett hallás után lejegyeznie (ekkoriban még a jazzfelvételek többsége rögtönzésből született meg).

### Alkotói kibontakozása
Az anyagi biztonság lehetővé tette, hogy kiegyensúlyozottabb életet éljen és újult erővel nekilásson a komponálásnak. Több meghívást is kapott az egyik New York-i városi rádió műsorába, ahol klarinétszonátáját is előadták egy alkalommal. A Town Hallban pedig egy Copland-hangversenyen léphetett fel. A zongorista hirtelen megbetegedett, és Bernsteint kérték fel, hogy helyettesítse. Közben benevezett a bostoni New England Konzervatórium pályázatára is. A pályázat határideje 1942. december 31. volt, így nem volt sok ideje a pályamű elkészítésére. Ezért végül úgy döntött, hogy egy korábbi művét, a Lamentációkat dolgozza át nagyzenekari szimfonikus művé. Az utolsó napokban szinte megszakítás nélkül dolgozott, végül tíz nap alatt készült el a hangszereléssel és a partitúra letisztázásával. Az utolsó pillanatban befejezett darabot Bernstein maga vitte el Bostonba december 31-én, és valamivel éjfél előtt adta le.
A zeneszerző első szimfóniájának témaválasztását családi hagyományok indokolták. Bernstein dédapja kovács létére rabbi is volt. Aztán a következő két generációban megszakadt a család erősen vallásos beállítottsága. Samuel Bernstein azonban még nagy gondot fordított gyermekei vallásos nevelésére. Ezt igyekezett meghálálni fia azzal, hogy első szimfóniáját (ami a Jeremiás címet kapta) neki ajánlotta. A szimfónia után 1943-ban befejezte az I Hate Music (Gyűlölöm a zenét) című dalciklusát, amelyben egy tíz éves kislány lelkivilágát tárta a közönség elé.
A Jeremiás szimfónia végül nem nyert díjat Bostonban és Kuszevickij tetszését sem nyerte el. Reiner viszont elismeréssel nyilatkozott a műről. 1943 augusztusában Kuszevickij Lenoxba hívta Bernsteint, hogy segítségére legyen a Vöröskereszt javára rendezett hangversenyén. Útközben megállt Bostonban, és tett még egy kísérletet, hogy felvegyék a hadseregbe, de ismét elutasították, így végül továbbutazott Lenoxba, húga és volt zongoratanárnője, Helen Coates társaságában.

### A nagy áttörés
Bernsteinék augusztus 24-én érkeztek meg Lenoxba. Leonardnak azt üzente Kuszevickij, hogy Artur Rodzinski lengyel karmester, akit ekkoriban neveztek ki a New York-i Filharmonikusok vezető karnagyának, beszélni szeretne vele. Bernstein fel is kereste a karmestert Stockbridge melletti farmján. Rodzinski pár órás beszélgetés után eldöntötte, hogy egy ilyen fiatalemberre lenne szüksége a New York-i Filharmonikusoknál, ezért fel is ajánlotta neki a filharmonikusok másodkarmesteri állását. Ezután Kuszevickij beleegyezett, hogy az egyik előadását követő kisebb hangversenyen bemutassák Bernstein I Hate Music című dalciklusát.

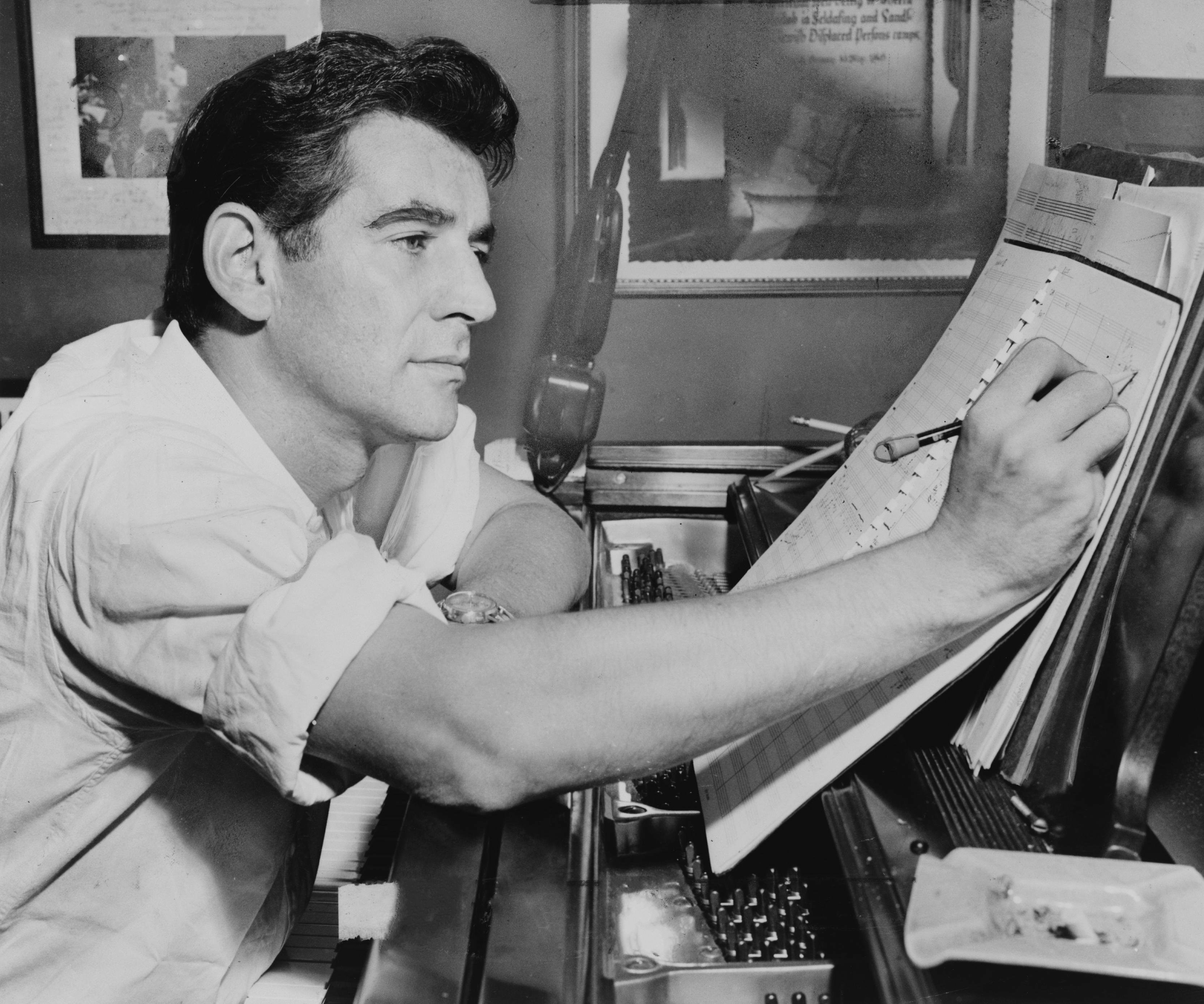
Bernstein komponál a zongoránál

Miután visszatért New Yorkba, új állása lehetővé tette számára, hogy végre egy nagyobb lakást béreljen ki a Carnegie Hall épületében. Másodkarmesterként neki kellett átnéznie az új művek partitúráját, és kiválasztania közülük az előadásra alkalmasakat. Jelen volt a zenekar minden próbáján és előfordult, hogy Rodzinski helyett ő tanította be az új darabokat.
November 11-én, 12-én és 14-én a Filharmonikusok koncertjeit Bruno Walternek kellett volna vezényelnie, de 13-án megbetegedett. Bernstein 13-án este részt vett Jennie Tourel dalestjén a Town Hallban. A program utolsó száma az I Hate Music volt. A koncert után kapta a telefonhívást, hogy Bruno Walter megbetegedett, ezért másnap délután neki kellene elvezényelnie a zenekart, ha reggelig nem érik utol telefonon a szabadságon lévő Rodzinskit. Bernstein boldogan igent mondott a felkérésre.
Valószínűleg nem érezte át a fellépésben rejlő kockázatot a maga súlyosságában. A koncertet a rádió is közvetítette, neki pedig egyetlen próba nélkül kellett kiállnia a zenekar élére. A műsor nehéz volt, ráadásul már kétszer elhangzott, többszöri próbák után. Ezért arra kellett törekednie, hogy teljesen Bruno Walter szellemében vezényelje le az előadást. Mindezt úgy, hogy hiányzott a gyakorlata a nagy zenekari vezényléshez.
Másnap délelőtt meglátogatta Bruno Waltert, majd hazament átnézni a műsoron lévő darabok partitúráit. Délután három órakor pedig kezdetét vette a hangverseny. Bernstein saját elmondása szerint nagyon ideges volt a kezdés előtti órákban, de ahogy belekezdett a vezénylésbe, minden idegessége és aggodalma elmúlt. A koncert utolsó számának, A nürnbergi mesterdalnokok nyitányának, a befejezése után hirtelen szűnni nem akaró tapsvihar tört ki. Bernstein fényes sikert aratott, és végre megesett előadói pályája várva várt áttörése. Szinte minden jelentős amerikai napilap, zenei magazin, folyóirat tudósított a nagy eseményről.
Reiner nem sokkal a hangverseny után meghívta a Pittsburghbe, hogy az ottani szimfonikusokkal előadja a Jeremiás szimfóniát. Kuszevickij is gratulált neki, és ő is megkérte, hogy vezényelje el első szimfóniáját New Yorkban. A Jeremiás szimfónia végül 1944. május 16-án elnyerte a New York-i zenekritikusok díját. A novemberi beugrást követően pedig az év végéig még több alkalommal is lehetősége nyílott arra, hogy vezényelje a New York-i Filharmonikusokat.

### Az első színpadi művek
A pittsburghi debütálás után sorra hívták meg Bernsteint más nagy zenekarokhoz is Amerikában. Februárban a bostoni szimfonikusokat vezényelte, aztán Montréalban, majd ismét New Yorkban lépett fel. Május 7-én a Boston Pops Orchestrával koncertezett, majd szabadtéri hangversenyeken vett részt Chicagóban és New Yorkban, aztán ismét Montrealba hívták, majd Los Angelesből kapott felkérést.
Látványos sikerei azonban éleződő ellentéteket generáltak. A New York-i Filharmonikusoknál nem újították meg másodkarmesteri kinevezését, s a következőkben már csak vendégkarmesterként hívták meg a zenekar élére. Rodzinskivel egyre hűvösebb lett a viszonya, de a sikerek kárpótolták ezekért a kellemetlenségekért. Felkérést kapott első színpadi műve megkomponálására is, méghozzá a Metropoliten Operától. Az intézmény egy könnyed balettzenét rendelt tőle, amely a Fancy Free címet kapta. A darabot 1944. április 18-án mutatták be a Metropolitan Operában.

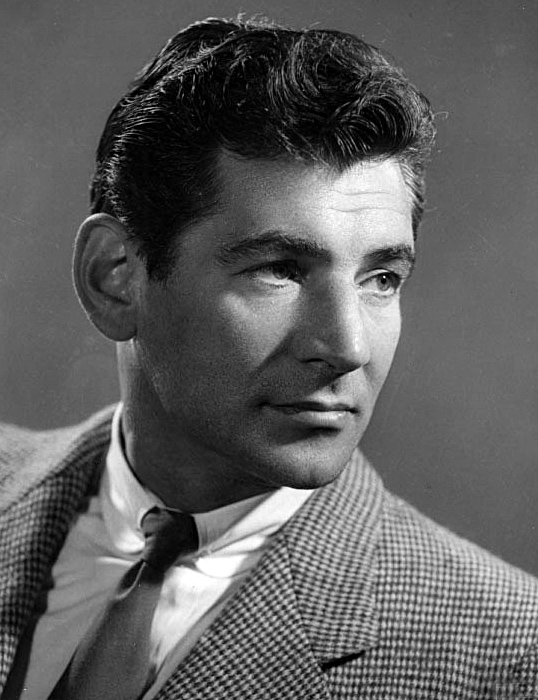
Bernstein az 1950-es években

A táncjáték meglehetősen zaklatott körülmények között készült: Bernstein ezekben a hetekben átlagosan négynaponként adott egy koncertet, közben próbákra, sajtótájékoztatókra kellett járnia, illetve el kellett utaznia az előadások helyszíneire is. Így nem csoda, ha minden szabad percét a komponálásnak szentelte. A komponálás előrehaladtát az is késleltette, hogy a koreográfiát készítő Jerome Robbins állandóan úton volt a balettszínházzal, illetve a díszlettervező, Oliver Smith, Mexikóban tartózkodott. Bernstein ezért amint elkészült egy-egy részlettel, azt felvette, és továbbította Robbinsonhoz. A koreográfus a felvétel meghallgatása után táviratot küldött a zeneszerzőnek az esetleges módosítási javaslatokkal. Közben természetesen állandó telefonösszeköttetésben is álltak, míg végül a tavaszi színházi szezonra elkészült a táncjáték.
A darab sikere elsősorban abban rejlett, hogy az alkotók jól megérezték: a háborús hónapok után az amerikai közönség könnyed kikapcsolódásra vágyott, nem feszült, szorongató színpadi művekre. Ezt meg is kapta a Fancy Free előadásain. A darab akkora siker lett, hogy két héttel meghosszabbították miatta a színházi évadot.
A sikeren felbuzdulva Bernstein úgy döntött, hogy balettjét musicallé dolgozza át. 1944 nyarán megoperáltatta orrsövényferdülését, ugyanabban a kórházban, ahol Adolphe Green éppen a mandulaműtétjére várt. A két barát elintézte, hogy egymás melletti szobát kapjanak. Közösen kezdtek el dolgozni a műtét előtt és után a zeneszerző első musicalén. Mire elhagyták a kórházat, az új darab gyakorlatilag már készen állt. A bemutatót 1944. december 28-ára tervezték. A darab az On the Town (A városban) címet kapta.
A bemutató óriási sikert aratott, az MGM már a bemutató előtt megvette a megfilmesítés jogát. Összesen négyszázhatvanhárom előadást ért meg, 1949-ben pedig bemutatták a belőle készült filmet is. Egy évtizeddel később két színház is felújította a darabot, változatlan sikerrel.
Bernstein egy év alatt egész Amerikában ismert előadóművész és zeneszerző lett. Hetente több száz rajongói levelet kapott, nem volt valamire való amerikai napilap, folyóirat, amely ne foglalkozott volna zeneművei bemutatóival, illetve előadásaival. A Paramount Pictures filmforgatókönyv írására kérte fel, és meg akarták nyerni főszereplőnek egy Csajkovszkijról szóló filmhez. Hasonló tervei voltak vele a Warner Brothersnek is. Ők azt szerették volna, ha egy Gershwin filmben ő alakítja a főszerepet. Néhány év múlva egy harmadik hollywoodi cég is megkörnyékezte hasonló célból. Ekkor a főszerep megformálása mellett a szövegkönyvet és a filmzenét is neki kellett volna írnia.
Végre nem voltak anyagi gondjai, nyugodtabb munkakörülményeket tudott magának teremteni. A felgyülemlett adminisztráció elvégzésére felfogadott egy titkárnőt, egykori zongoratanárnője, Helen Coatest személyében. Coatest végül elvállalta a felkérést, és átköltözött Bostonból New Yorkba.

### Világ körüli hangversenykörutak
Bernstein tevékenységének fő iránya, az egyéb irányultságú felkérések dacára, a vezénylés maradt. 1945 őszén kinevezték a New York-i Szimfonikus Zenekar zeneigazgatójának. Három évig dolgozott együtt a zenekarral, amíg az csődbe nem jutott. Első dolga az volt, hogy a gyengébb zenészeket tehetséges fiatalokkal cserélje le. Az együttes szezonját tíz hétre bővítette, valamint bevezette, hogy a megszokott hétfői koncerteket kedden ugyanazzal a műsorral megismételjék. A zenekar hangversenyein gyakoriak lettek az egyes kortárs szerzők műveinek az ősbemutatói. Végül azonban a zenekar nem kapta meg a beígért magasabb és rendszeresebb anyagi támogatást, így Bernstein nem tudta tovább bővíteni a zenekar létszámát és még tovább hosszabbítani a szezont. Végül, miután a szükséges anyagi fedezet hiányában hónapokkal kellett elhalasztania az évadkezdést, lemondott a zenekar vezetéséről. Nem sokkal távozása előtt az együttes a csőd szélére sodródott.
Ezután Bernstein csaknem tíz évig állandó zenekar nélkül maradt, de ennek ellenére tovább emelkedett koncertjeinek száma. Most már nemcsak Amerikában, hanem Európából is kapott felkéréseket. 1946-ban Prágába hívták, hogy fellépjen a Cseh Filharmonikusok megalakulásának ötvenedik évfordulója alkalmából először rendezett Prágai Nemzetközi Tavaszi Fesztiválon. Még ez év augusztus 6-án Tanglewoodban Benjamin Britten Peter Grimes című operájának amerikai premierjét dirigálta, ekkor vezényelt először operát. Az őszi és a téli szezonban a helyi szimfonikus zenekarokkal koncertezett Bostonban, Rochesterben, St. Louisban, Houstonban és Minneapolisban. 1947 nyarán első alkalommal fordult elő, hogy Tanglewoodban Kuszevickij másnak engedett át hangversenyeket: két előadását adta át Bernsteinnek. Később ezt tette Bostonban, New Yorkban és Brooklynban is.

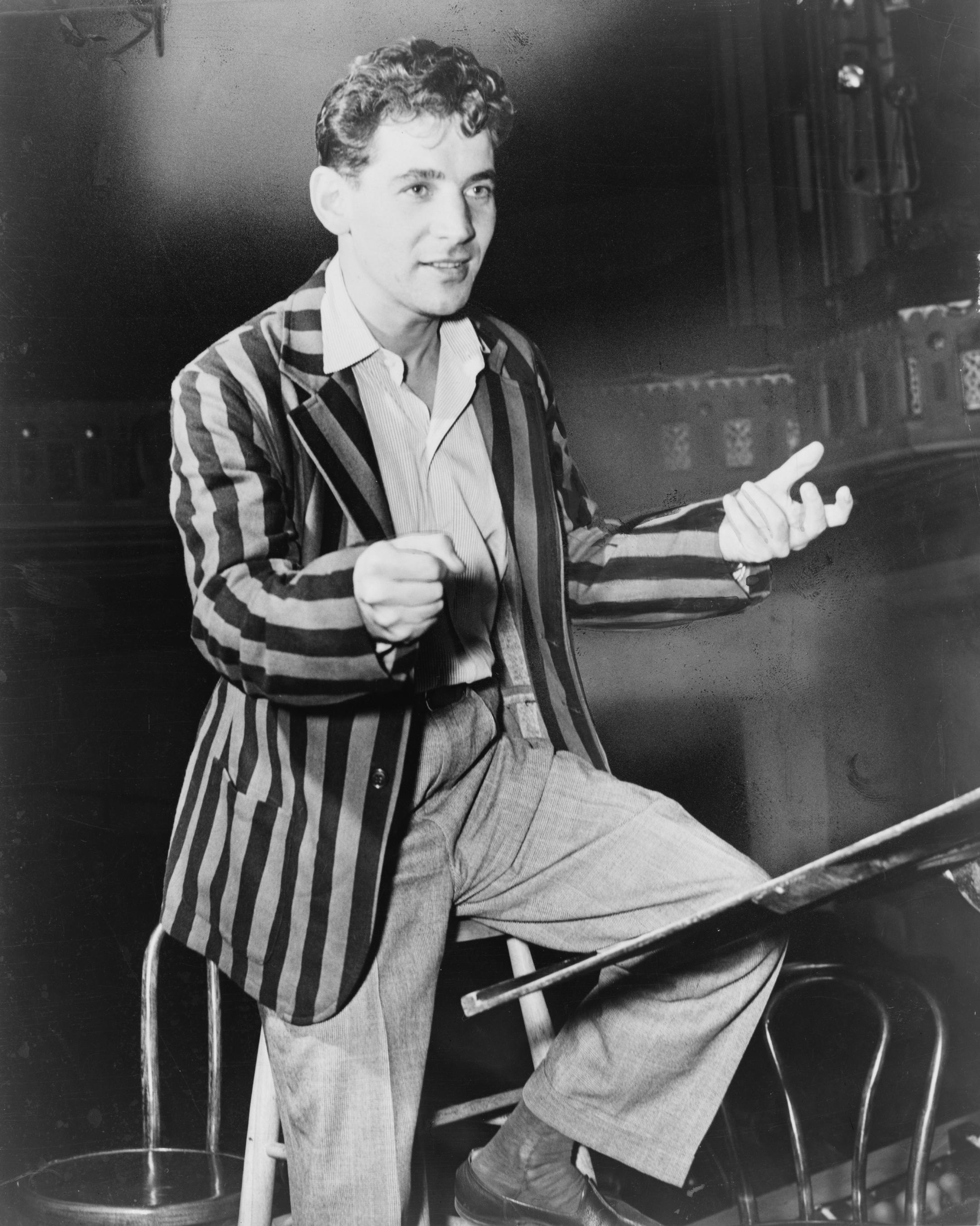
Bernstein a New York City Symphonyt vezényli, 1945

1947-ben Bernstein hosszabb koncertkörútra indult a Közel-Keletre és Európába. Elsőként a palesztinai filharmonikusokkal lépett fel. 1948 őszén aztán hatvan nap alatt negyven koncertet adott a térségben. Jó baráti kapcsolatba került az Izraeli Filharmonikusokkal (az időközben megszűnt palesztinai filharmonikusok utódjával). 1948. március 20-án pedig Budapesten, a Zeneakadémia nagytermében adott koncertet. Bernstein ez idő tájt teljesen ismeretlen volt hazánkban, így a hangversenyterem a koncert kezdetekor csak félig telt meg. Viszont a hangversenyt közvetítette a rádió is, és azok közül, akik rádión hallgatták az eseményt, végül többen is elmentek a koncertre. Bernstein visszaemlékezése szerint, amikor a második darab előtt végignézett a nézőtéren, a terem már megtelt. A szünet után pedig a tömeg már zsúfolásig megtöltötte a koncerttermet, és a kívül rekedtek közül sokan hangosan követelték a bejutást. A műsor után az öltözőben egy rögtönzött zenei összejövetelt tartott az érdeklődőknek: zongorázott nekik és a dzsesszről, valamint a modernt zenéről tartott kis előadást. Ezután a közönség a vállára vette, és így vitte vissza a szállodába.
Közvetlenül a második világháború után még többször is koncertezett Európában. Münchenbe Solti György hívására érkezett. A Bajor Állami Opera zenekarát dirigálta, ahol a próbák meglehetősen hidegen indultak, mert a zenekar nem nézte jó szemmel a fiatal, ismeretlen művész felléptetését. De ahogy előrehaladtak a munkával, egyre jobban feloldódott a hangulat. A hollandiai Scheveningenben beugrással debütált: eredetileg Nathan Milsteinnel adott volna hangversenyt a városban, aki a vasutassztrájk miatt nem tudott elutazni a városba. Bernstein az utolsó pillanatban ugrott be helyette: Ravel G-dúr zongoraversenyét vezényelte, és ő játszotta a zongoraszólamot is, óriási sikerrel. A szűnni nem akaró tapsvihar miatt ráadásként az On the Townból készült szvitet adatta elő a zenekarral. Hollandiában fellépett a királyi család előtt is Amszterdamban.
1950-ben újabb héthetes vendégszereplést vállalt az Izraeli Filharmonikusokkal. Még ugyanez év decemberében az együttes első alkalommal turnézott az Egyesült Államokban. Bernstein Kuszevickijvel felváltva dirigálta a zenekart, amely ez időtájt felajánlotta neki a zeneigazgatói széket is, amit végül nem fogadott el. Viszont egy ideig a zenekar zenei tanácsadója maradt.
1953-ban a Milánói Scalában Luigi Cherubini Medea című operájának felújítására készültek. A bemutatót Victor de Sabata vezényelte volna, de a mester nem sokkal a premier előtt megbetegedett. A Scala vezetősége pedig Bernsteint kérte fel, hogy helyettesítse. Bernstein ekkor még csak egyetlen alkalommal vezényelt operát, most pedig beugrással kellett volna debütálnia az európai opera világában, ráadásul az akkoriban az opera fellegvárának számító milánói dalszínházban. Érthető, ha eleinte nem akarta elfogadni a meghívást, hiszen öt nappal a bemutató előtt vették fel vele a kapcsolatot, ő pedig egy hangot sem ismert előtte a partitúrából. Végül azonban engedett az unszolásnak. Visszaemlékezései szerint a zenekarral együtt tanulta a darabot és végül sikeresen helytállt. A premier hatalmas sikert hozott számára, aminek következtében többször is visszahívták a Scalába, ahol a későbbiekben Az alvajárót és a Bohéméletet dirigálta.
1957-ben ismét a Közel-Keletre látogatott, ahol október 2-án az új Tel Aviv-i hangversenyteremben lépett fel a Frederick R. Mann Auditorium felavatásán, melyen a filharmonikusokkal adott gálaestet. Bernstein hangversenyeinek műsorát mindig úgy állította össze, hogy játsszanak amerikai szerzőket és az éppen aktuális ország helyi zeneszerzőit is. Már karmesteri pályafutása elején is nyilvánvaló volt, hogy nagyon kedveli a nagy tömegeknek szóló, nagyszabású szabadtéri hangversenyeket.
Mindeközben Bernstein több zenemű megkomponálására is felkérést kapott. Elsőként rögtön a világháború befejezését követő évben a Balett Theatre rendelt tőle és Robbinsontól egy újabb balett produkciót. A táncjáték, a mindössze három hét alatt komponált, Facsimile (Hasonmás), bemutatójára a zeneszerző vezénylésével került sor 1946. október 24-én a Broadway Színházban. Ezután Leonard újabb dalciklus komponálásába fogott La Bonne Cuisine-t (A jó konyhalány) címen. A művet Jennie Tourel énekesnőnek ajánlotta. Az új darab alapötletét egy régi szakácskönyv adta, amely Tanglewood-ban került Bernstein kezébe. Nagyon megtetszett neki a receptek irodalmi stílusban való tolmácsolása, állítólag gyakran társaságban is felolvasott belőlük. Végül ezen receptek közül választott ki és zenésített meg négyet La Bonne Cuisine-t cím alatt. 1948-ban aztán megírta második szimfóniáját, Age of Anxiety címmel Wystan Hugh Auden eklogája nyomán. A szimfónia ősbemutatójára Bostonban került sor 1949. április 8-án Kuszevickij vezényletével, neki szólt az új mű ajánlása, és Bernstein játszotta a zongoraszólamot. Azonban a koncert előadásnál sokkal nagyobb sikert hozott az 1950-ben a New York City Centerben megtartott balett előadás, amelyet Jerome Robbins a szimfónia zenéjére koreografált.

### Házassága Felicia Montealegre Cohn-nal
Felicia Montealegre Cohn Costa Ricában született, apja Chilébe költözött amerikai mérnök volt. Felicia eleinte színésznőnek készült. Miután New Yorkba költözött, elkezdett zongoraleckéket venni Caludio Arrautól, akivel már korábban baráti viszonyba került. Nem sokkal New Yorkba érkezése után egy születésnapi ünnepséget tartottak ő és Arrau tiszteletére. Erre az összejövetelre Bernsteint is meghívták. Ezt követően Felicia és Leonard gyakran találkozott és hamarosan kölcsönös vonzalom alakult ki köztük. 1947-ben bejelentették eljegyzésüket, amit azonban nem sokkal később fel is bontottak, arra hivatkozva, hogy még nem állnak készen a házasságra. Az ezt követő néhány évben csak ritkán és futólag találkoztak. Ez elsősorban annak volt köszönhető, hogy Bernstein állandóan úton volt, koncertezett szerte a világon. Eközben Felicia Amerikában építette a karrierjét: a televízióban és különböző színházi előadásokban is szép sikereket aratott. Három évvel később aztán Bernstein húgának a lakásán volt alkalmuk hosszabb időt együtt tölteni. Ezen találkozás alkalmával ismét közelebb kerültek egymáshoz. 1951 nyarán pedig, autózás közben Bernstein ismét megkérte Felicia kezét.
Az év nyarán Bernstein Mexikóban nyaralt, itt érte utol Kuszevickij feleségének telefonhívása, aki közölte vele, hogy férje halálos betegségben szenved. A hír hallatán rögtön Bostonba repült, de már csak pár óráig találta életben zenei mentorát és tanítóját. Végigbeszélgették az éjszakát. Kuszevickij utolsó kívánságai közé tartozott, hogy Bernstein vegye át a nyári tanglewoodi tanfolyam vezetését. A mestert halála után Beethoven Missa Solemnisének előadásával búcsúztatták.
Bizonyára Kuszevickij halála miatt alakult úgy, hogy Leonard és Felicia második hivatalos eljegyzésüket csak augusztus 12-én jelentették be. Esküvőjüket pár héttel ezután, szeptember 9-én tartották meg szűk családi körben. A szertartás után a mexikói Cuernavacába utaztak nászútra. Bernstein több hónapot akart itt tölteni. Szeretett volna nyugodtan dolgozni legújabb színpadi művén, egy egyfelvonásos operán, amely a Trouble in Tahiti (Botrány Tahitiben) címet kapta. Az opera szövegkönyvét is maga írta. A darab egy amerikai kisvárosban játszódik és hasonló témát dolgoz fel, mint a Facsimile vagy a Második szimfónia, csak könnyedebb stílusban.

### Újabb színpadi művek
A hosszabb mexikói visszavonulás végül csak terv maradt. Kuszevickij halálával Bernstein vette át a karmesteri kurzust Tanglewoodban és még ugyanebben az évben elfogadta a Brandeis egyetem felkérését és ő lett az egyetemen működő School of Arts igazgatója. Nem sokkal ezután Irving Fine zeneszerzővel közösen létrehozta az Alkotó Művek Fesztiválját az egyetemen. A Trouble in Tahiti ősbemutatójára is ezen fesztiválon került sor 1952. június 12-én, igen nagy sikerrel. Az elsőként megrendezett fesztiválra négyezer látogató érkezett, a Trouble in Tahitin kívül még két ősbemutatóra került sor a rendezvényen: bemutatták Blitzstein Koldusopera-adaptációját és Pierre Schaeffer egy konkrétzenei kompozícióját is. Ezenkívül élénk vitákat folytattak a résztvevők a színházról, a filmről, a dzsesszzenéről, a zene és a társadalom viszonyáról. Ezen viták mindegyikében Bernstein személyesen is részt vett.

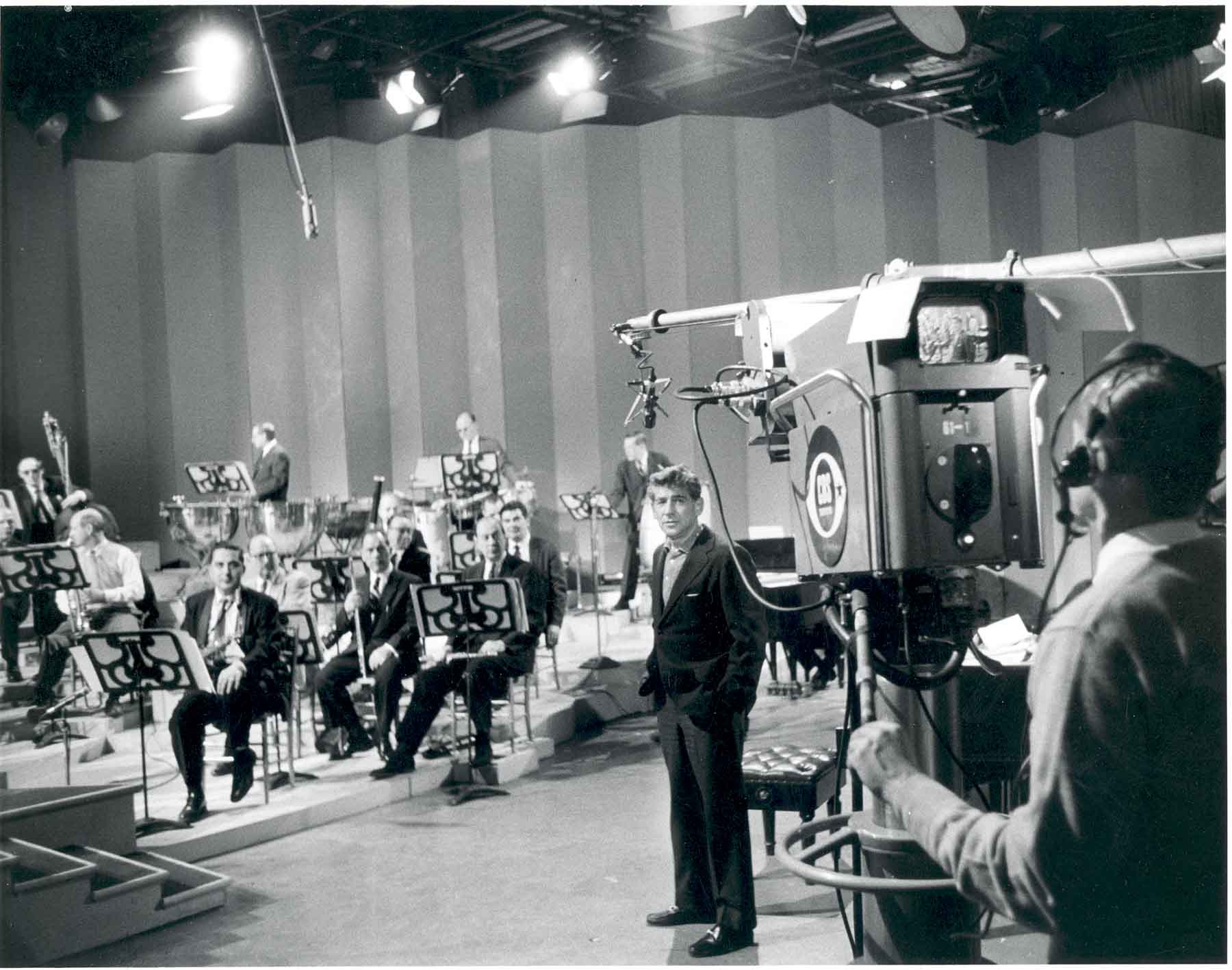
Bernstein 1955-ben egy tévéfelvétel közben

Közben nagyon élvezte a tanítást is. Az első évben, amit az egyetemen töltött, minden héten tartott órákat. Elsősorban a kortárs zenével és zeneszerzéssel kapcsolatos tárgyakat oktatott. A következő évben azonban már csak havonta egyszer utazott Walthambe (itt található a Brandeis egyetem), igaz, ekkor mindig több napig maradt. Végül azonban feladta a tanítást, mert tisztában volt vele, hogy egyéb elfoglaltságai mellett nem tud több időt szánni diákjaira, amit elsősorban ők fognak megsínyleni. De egy ideig még megmaradt a zenei intézet tanácsadójának. Közben 1952. szeptember 8-án megszületett Jamie nevű kislánya, majd 1955 július 7-én Alexander Szergej nevű fia, aki nevét Kuszevickij után kapta.
A rengeteg fellépés mellett nem hanyagolta el a zeneszerzést sem. Ekkoriban kezdett el dolgozni újabb színpadi művén, a Wonderful Town (Csodálatos város) című musicalen. Tulajdonképpen egy véletlennek volt köszönhető, hogy felkérték erre a munkára. Egy alkalommal Adolph Green és Betty Comden látogatta meg Bernsteint annak lakásán, de nem találták otthon. Ennek ellenére úgy döntöttek, hogy nem mennek el, megvárják amíg haza ér. Várakozás közben elkezdték megvitatni legújabb felkérésüket, amely szerint musicalt kellett volna írniuk Joseph Fields és Jerome Chodorov My sister Eileen (Nővérem Helén) című színdarabjából. A munkára összesen négy hét állt rendelkezésükre, ugyanis a főszerepet alakító Rosalind Russel később már nem ért volna rá. Emellett aggasztotta őket az is, hogy a darab már idejétmúlt, a harmincas évek ízlésvilágát tükrözi.
Annyira belemerültek a vitába, hogy észre sem vették, hogy Leonard hazaérkezett és már jó ideje figyelmesen hallgatja őket. Aztán Bernstein egyszer csak közbe szólt, hogy eszébe jutott egy dallam. Leült a zongorához és el is játszotta azt. Ezzel a kis improvizációval rögtön munkához is látott. Az új musicalt végül hárman készítették el: mindennap együtt dolgoztak rajta Bernstein dolgozószobájában. A bemutatóra 1953. február 25-én került sor és a Wonderful Town a szezon egyik legsikeresebb produkciója lett. Megkapta az évad legjobb musicalének járó díjat és a New York-i előadások sikerén felbuzdulva egy társulat országos körútra vitte, később több európai dalszínházba is eljutott a mű.
Bernstein ezután megkomponálta egyetlen sikertelen Broadway-darabját, az 1956. december 14-én bemutatott Candide-ot. A darab Voltaire azonos című regényén alapult, a szövegkönyvét Lillian Hellman írta, a dalszövegek pedig Richard Wilbur, Dorothy Parker és John Latouche munkái. Leonard érezhette, hogy a darabnak számos gyenge pontja van, ezért a bemutatót megelőzően egy újságcikkben, képzelt párbeszéd formájában már előre megpróbálta kivédeni a támadásokat.
Végül, ha a darab a Brodwayn nem is aratott sikert, azért szép karriert futott be, ugyanis néhány hónappal a bemutató után koncert előadás formájában országos turnéra vitte egy társulat, szép sikerrel. Az átütő sikert azonban az 1959. április 30-án tartott londoni bemutató hozta meg a darabnak. Az ősbemutató után tizenöt évvel Bernstein átdolgozta a Candide-ot és már ebben a formában mutatták be Los Angelesben és San Franciscóban.

### A West Side Story

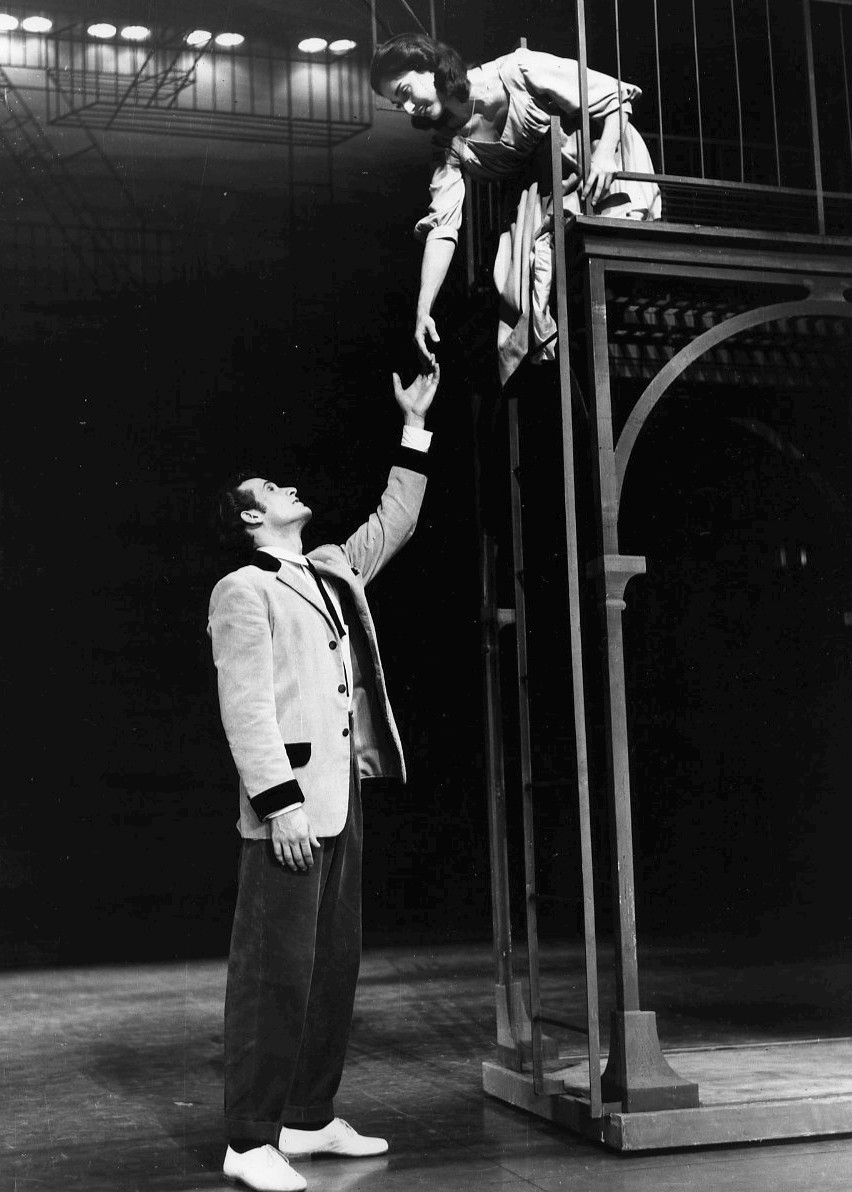
Az erkélyjelenet az 1957-es előadásban

Jerome Robbins már 1949-ben rá akarta venni Arthur Laurents-t és Bernstein-t Rómeó és Júlia történetének modern feldolgozására, de a terv megvalósítása egyre csak késett. 1954-ben Bernstein Hollywoodban A rakparton című film kísérőzenéjén dolgozott és itt találkozott újra Laurents-szel. Ekkor vették újra elő régi tervüket. Először egy vallási ellentét motívumot akartak belevinni a darabba, de ezt végül elvetették, a történet színhelyét is áthelyezték az East Side-ról a felső West Side-ra. A konfliktust pedig végül egy Puerto Ricó-i banda és egy magukat amerikai gangnek nevezett csoport közé helyezték. Ez egy véletlennek volt köszönhető: Bernstein New Yorkba való visszatérése után egy Puerto Ricó-i negyedbe keveredett. Később azt állította, hogy véglegesen ott és akkor dőlt el, hogy megtalálták a témát a West Side Story számára.
Komponálás közben Bernsteint nagyon inspirálták Stephen Sondheim dalszövegei és jól ment az együttműködése Robbins-szal is, aki a bemutató eredeti koreográfiáját készítette. Viszont nem volt könnyű dolguk az alkotóknak a szerepek kiosztása során, hiszen olyan fiatal előadóművészeket kellett találniuk a darab harmincnyolc szerepére, akik amellett, hogy jó énekesek, kitűnő színészek és táncolni is tudnak. A castingolás hónapokon át tartott: Robbins-szal végigjárták New York zeneiskoláit, a kórusokat, a művészeti főiskolákat. Összesen nyolc hónapon át válogatták a szereplőket, eközben több ezer jelentkezőt hallgattak meg. A hosszúra nyúló szereplőválogatás miatt a premiert is el kellett halasztani egy évvel, így végül a West Side Story ősbemutatójára 1957 szeptemberében került sor óriási sikerrel. A közönség mellett a kritika is dicsérte a művet, amelyben sokak szerint a tánc és a zene elválaszthatatlan egysége valósult meg. A musicalt a következő évben Londonban is bemutatták, majd 1961-ben elkészült a darab nagyszabású filmadaptációja is.
Ugyanakkor voltak olyanok is, akik bírálták Bernsteint hatásvadász dallamait, olcsónak bélyegezték romantikus érzelgősségét, Sondheim dalszövegeit nem találták eléggé költőinek, illetve kifogásolták azt is, hogy a zenében túl sok az utánérzet: Bernstein egy sor híres musical zeneszerző dallamaiból merített ihletet, ügyesen hangszerelt, de szinte mindent készen talált és használt fel. Ám a negatív kritikák ellenére a közönségsiker megállíthatatlan volt. A darabot rövid időn belül a világ több színházában is sikerrel mutatták be, New Yorkban pedig csak a bemutatót követő években több, mint kilencszáz előadást élt meg. Zeneszerzőként ez a mű hozta meg szerzője számára az igazi világsikert és sokan máig ezt az alkotását tartják a legsikerültebb darabjának.

### A zeneigazgatói évek
1957-ben Dimitri Mitropulosz meggyengült egészségügyi állapotára hivatkozva lemondott a New York-i Filharmonikusok vezető karmesteri posztjától és Bernsteint javasolta utódjának, akit 1958-ban kineveztek a New York-i Filharmonikusok vezető karmesterévé, a zenekart az 1960-as évek végéig vezette. Ezalatt a tizenegy év alatt megháromszorozta az együttes bérleteinek a számát, nyilvánossá tette a főpróbákat, valamint bevezette azt a szokást, hogy hangversenyei előtt bevezető előadásokat tart. Lemez- és televíziós szerződéseinek köszönhetően ez karmesteri működésének egy rendkívül aprólékosan dokumentált szakasza: rengeteg televíziós és rádiófelvétel, valamint lemezkiadás őrizte meg ezeknek az éveknek az emlékét az utókor számára. Szinte minden héten készített stúdiófelvételeket a zenekarral, hihetetlen széles repertoárja a 18. századi szerzőktől a kortárs amerikai zene képviselőjéig terjedt. Ebben az időszakban indította útjára a hihetetlen népszerűségre szert tett Hangversenyek fiataloknak koncertsorozatát, amely a televízió segítségét is igénybe véve igyekezett a fiatal generációt megnyerni a klasszikus zene ügyének.

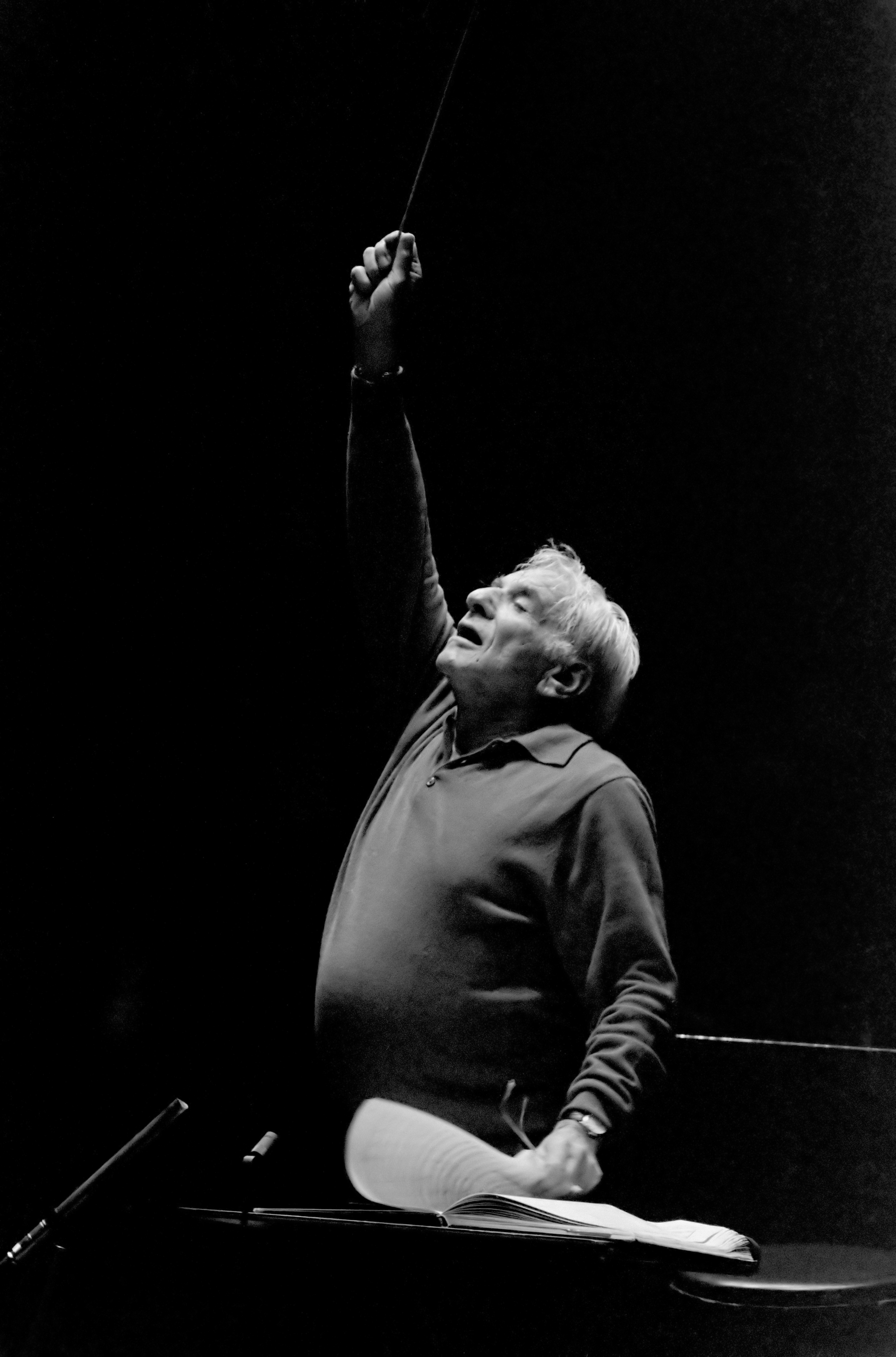
Leonard Bernstein (1987)

Hagyományt teremtett azzal is, hogy minden évadban szervezett tematikus előadássorozatokat, amik sokszor egy-egy zeneszerző életműve köré épültek. Többek között 1960-ban Mahler Fesztivált szervezett a New York-i Filharmonikusokkal a zeneszerző születésének századik évfordulója alkalmából. Az előadásokat Bernstein mellett Bruno Walter és Dimitri Mitropulosz dirigálta. Még ebben az évben elkészült és kereskedelmi forgalomba került Bernstein vezénylésével Mahler negyedik szimfóniája. A következő hét évben pedig a zeneszerző mind a kilenc szimfóniájának elkészítette a lemezfelvételét. Ez, valamint Bernstein Mahler-koncertjei, és televíziós beszélgetései sokat tettek Mahler zenéjének népszerűsítéséért és jelentős szerepet játszottak abban, hogy az 1960-as években megnövekedett az érdeklődés a zeneszerző életműve iránt.
Ezt követően további két, akkoriban az Egyesült Államokban kevésbé ismert zeneszerző életművét népszerűsítette. A dán komponista Carl Nielsen szinte teljesen ismeretlen volt az amerikai közönség előtt, míg a másik nagy skandináv zeneszerző, Jean Sibelius ismertsége ekkoriban kezdett elhalványulni. Bernstein vezetésével elkészült mind a hét Sibelius szimfónia felvétele, míg Nielsentől a második, harmadik és az ötödik szimfónia, valamint a hegedűre, klarinétra és fuvolára írt versenymű felvétele jelent meg kereskedelmi forgalomban a tolmácsolásában. Bernstein mindig támogatta az amerikai zeneszerzőket is, különösen Aeron Copland, William Schuman és David Diamond munkásságát tartotta sokra, akiknek több művét is Bernsteinnel jelentette meg a Columbia Records, amely kiadónak emellett több saját szerzeményét is lemezre rögzítette. Ebben az időben vette kezdetét a híres jazz-zongoristával és zeneszerzővel Dave Brubeckkel való együttműködése is.
1958 tavaszán zenekarával először indult nagyobb szabású koncertkörútra Közép- és Dél-Amerikába, majd a következő évben Európában és a Közel-Keleten turnéztak. 1960-ban Amerikában és Kanadában, majd Berlinben adtak koncerteket, a rákövetkező évben pedig sor került a zenekar első nagyszabású japán turnéjára és első alaszkai hangversenyére is.
1962-ben a New York-i Filharmonikusok átköltöztek a Carnegie Hall koncertterméből az akkoriban megnyílt Lincoln Center Filharmonikus Termébe (ma David Geffen Hall). A döntés nem volt minden ellentmondástól mentes, hiszen a zenekarnak otthont adó új hangversenyterem akusztikája rosszabb volt. Ennek ellenére Bernstein vezénylésével megtartották a nyitókoncertet az új helyszínen. A műsor Beethoven, Mahler és Vauhgan Williams vokális műveiből, valamint Aron Copland egy darabjából állt.
1963-ban sikeresen mutatkozott be a New York-i Metropolitan Operában, ahol a Franco Zeffirelli rendezte Falstaff előadást vezényelte. Decemberben Tel-Avivban bemutatták harmadik, Kaddish szimfóniáját. Ezekben az években keveredett ismeretségbe a Kennedy-családdal, John F. Kennedy elnöksége alatt többször megfordult vendégként a Fehér Házban is. Az elnök ellen 1963-ban elkövetett merénylet után Mahler második szimfóniájának előadásával rótta le kegyeletét a meggyilkolt elnök emléke előtt.
A hatvanas évek második felében jutott el Bécsbe, ahol először 1966-ban az állami operaházban vezényelte a Falstaffot Dietrich Fischer-Dieskauval a címszerepben, majd sor került első koncertjére is az egykori császárvárosban: Mahler Dal a Földről című művét adta elő a Bécsi Filharmonikusokkal, Fischer-Dieskau és James King közreműködésével. A bécsi állami operaházba két év múlva tért vissza, ekkor A rózsalovag zenei irányításával bízták meg. 1970-ben Beethoven Fideliójának Otto Schenk rendezte előadásait dirigálta ugyanitt.
1969-ben lejárt a szerződése a New York-i Filharmonikusokkal, amit nem kívánt meghosszabbítani – ezt már három évvel korábban, 1966-ban bejelentette, – de azt nem lehet tudni, hogy pontosan miért vált meg zenekar vezetői posztjától. Voltak olyan sajtóhírek, amik tudni vélték, hogy Bernstein a Metropolitan Opera igazgatói székére pályázott, mások úgy tudták, hogy személyes sérelmek álltak távozása hátterében. Az mindenesetre tény, hogy 1970-ben újabb szerepléseket vállalt a Metropolitan Operában – a Zeffirelli rendezte Parasztbecsület – Bajazzók előadásokat vezényelte meglehetősen vegyes sajtó visszhanggal –, ezenkívül a bulvársajtó már évek óta cikkezett róla, hogy Bernstein egyre kevesebbet koncertezik zenekarával, végül állandó vendégkarmestert is szerződtettek a zenekar élére Willian Steinberg személyében.

### Az 1970-es évek
Az 1970-es évtized mozgalmas időszak volt Bernstein életében. 1971-ben a került sor a Kennedy-család által rendelt Mise ősbemutatóra, amely először a Kennedy Center megnyitó előadásán hangzott el. Az előadás megosztotta a közönséget, a katolikus egyház támadta a darabot, mert az nem egy hagyományos értelemben vett mise. A partitúra műfaj megjelölése szerint a mű színdarab énekesekre, színészekre és táncosokra. Témája a hit válsága a modern világban, a történet fővonala a mise ünnepe, amit folyamatosan konfliktusok, tiltakozások zavarnak meg. A zenemű nem mentes a politikai áthallásoktól sem, hiszen a szerző tiltakozik benne a vietnámi háború, illetve Nixon elnök politikája ellen. A Mise Bernstein egyik legtöbbet vitatott műve lett.
A következő évben a Metropoliten Opera évadnyitó Carmen előadását dirigálta Marylin Horne-nal a címszerepben, majd egy a Bécsi Filharmonikusokkal egy teljes Beethoven szimfónia ciklust adott elő, illetve számtalanszor dirigálta ezekben az években az Izraeli Filharmonikusokat, a Francia Nemzeti Zenekart, illetve a Bostoni Szimfonikus Zenekart is. 1972 őszétől a Harvard Egyetem operastúdióját is vezette, a következő évben pedig Bécsben irányított egy karmesterkurzust.
 1976-ban közreműködött az Amerikai Egyesült Államok fennállásának kétszáz éves évfordulója alkalmából rendezett ünnepségsorozat megnyitásán: az Amerikai Nemzeti Szimfonikus Zenekarral adott egy koncertet amerikai szerzők darabjaiból. Még ebben az évben lemezre vették vele Liszt Ferenc Faust-szimfóniáját.
1977 augusztusában került megrendezésre a Karintiai Nyár keretében az első európai Bernstein Fesztivál. A következő évben Beethoven Fideliojának Otto Schenk rendezte felújítást dirigálta a bécsi állami operaházban. A produkcióval a Milánói Scalában is nagy sikerrel vendégszerepelt, majd a következő évben elkészítette a Bécsi Filharmonikusokkal Beethoven kilenc szimfóniájának hanglemez felvételét. 1979-ben a Berlini Filharmonikusokkal adott két jótékonysági koncertet Mahler kilencedik szimfóniájából az Amnesty International szervezésében.

### Élete utolsó szakasza

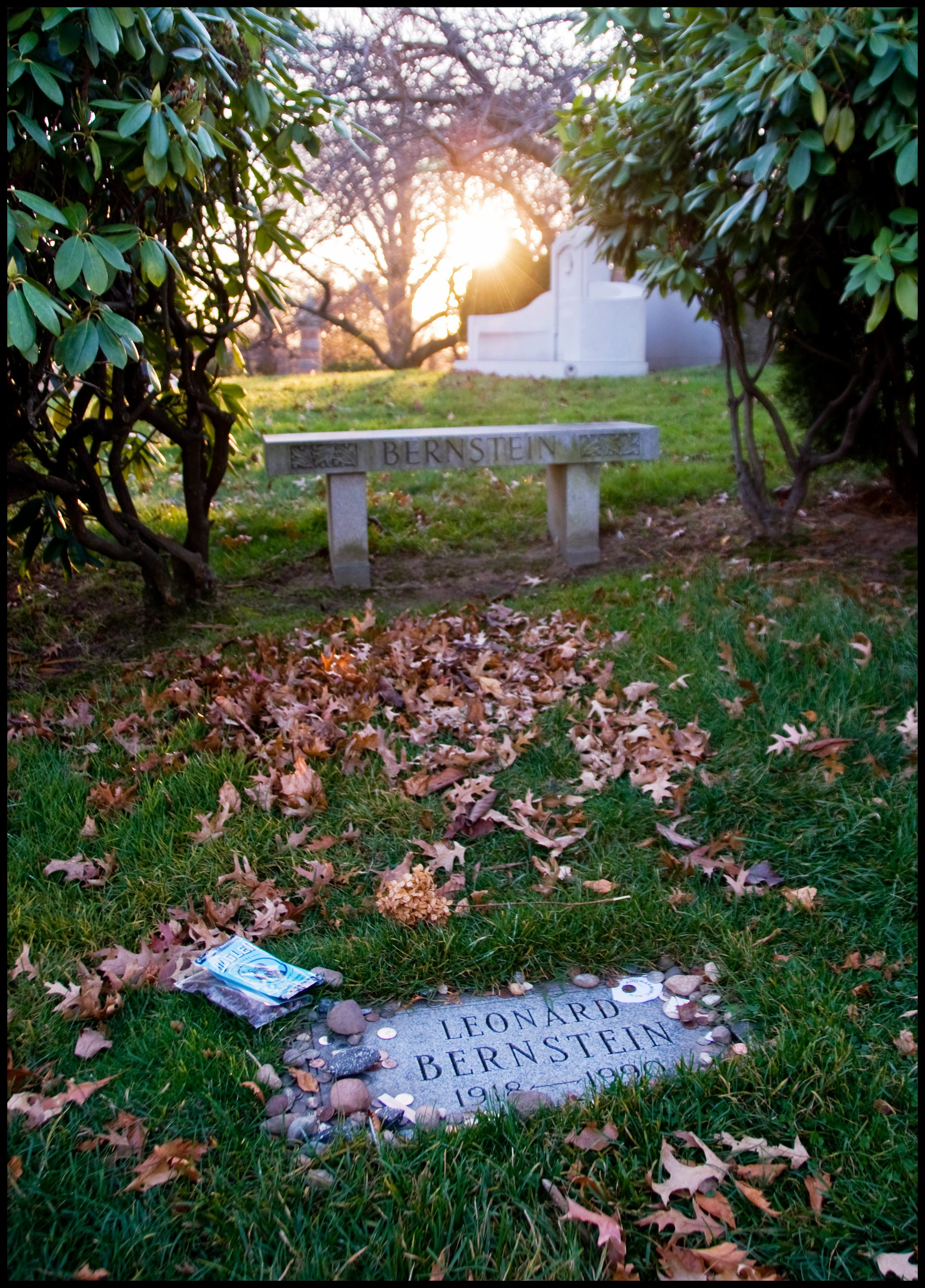
Leonard Bernstein sírja a Green-Wood Temetőben (Brooklyn, New York City)

1980-ban Bernstein nem vállalt hangversenyeket és az egész évet a komponálásnak szentelte. A következő évben először hangversenyszerű előadáson vezényelte Wagner Trisztán és Izoldáját, majd három részletben lemezre is vették vele az operát. Februárban a Hör Zu című rádiós és televíziós folyóirat aranykamerát adományozott neki a klasszikus zene televíziós terjesztésének elismeréseként.
1982-ben előadás-sorozatot tartott a zeneszerzésről az Indiana Egyetemen, majd Hollywood Bowlban karmester kurzust vezetett. Tanárként több, később híressé vált karmester szakmai fejlődését is elősegítette: Ozava Szeidzsi, Herbert Blomstedt, Paavo Järvi. Augusztusban a Salzburgi Ünnepi Játékokon ad hangversenyt, szeptemberben pedig a Bécsi Ünnepi Heteken vezényelte a Bécsi Filharmonikusokat. Híres zenei mecénásával, Ernest Fleischmannel közösen létrehozták a Los Angeles Filharmóniai Intézetet.
A következő évben mutatták be Houstonban a washingtoni Kennedy Center, a Houston Grand Opera és a Milánói Scala megrendeléséből készült operáját a Quiet Place címen. Október végén II. János Pál pápa Vatikáni érdemrenddel tüntette ki. Novemberben a budapesti Erkel Színházban adott koncertet, decemberben pedig a Müncheni Zeneművészeti Főiskola tiszteletbeli tanárává, a Bécsi Filharmonikusok tiszteletbeli tagjává, a római Accademia Nazionale di Santa Cecilia Zenekara tiszteletbeli elnökévé választotta.
Az 1980-as években rendszeresen fellépett az amszterdami Concertgebouw Zenekarral, a Bajor Rádió Szimfonikus Zenekarával, illetve többször adott koncerteket Bostonban és Los Angelesben is. 1986-ban Londonban rendeztek Bernstein Fesztivált, ugyanebben az évben a francia Becsületrend parancsnoka lett. Júliusban az első Schleswig-Holstein zenei fesztiválon szemináriumot tartott fiatal karmestereknek és Haydn A Teremtését vezényelte. A nyár további részében az Izraeli Filharmonikusokkal vett részt egy világ körüli turnén. 1987-ben Európában és az Egyesült Államokban vett részt egy nagyobb koncertkörúton. 1990 augusztusában vezényelte utolsó hangversenyét Tanglewoodban, majd októberében megromlott egészségügyi állapotára hivatkozva bejelentette a visszavonulását, majd két hét múlva meghalt New York-i otthonában tüdőrákban. A New York-i Green-Wood temetőben helyezték örök nyugalomra.

## Munkássága

### A zeneszerző
Bernstein zeneszerzőként egyformán otthon volt a komolyzene és a dzsessz világában. Könnyen befogadható, olykor kifejezetten olcsó ihletettségű, eklektikus zenét komponált. Fiatalkori próbálkozásaitól eltekintve zeneműveit egy-egy konkrét program szerint építette fel. Saját elmondása szerint sohase töltött napi huszonnégy órát zeneszerzéssel, ezért nem tekintette magát főfoglalkozású zeneszerzőnek. A zeneszerzés számára csak egy kifejezési eszköz volt a sok közül a vezénylés, a zongorázás vagy az írás mellett. A zeneszerzés mesterségéről, saját kora és a romantika zeneszerzőiről mélyreható és széleskörű ismeretei voltak. Ez egyrészt hozzájárult zenei stílusának sokszínűségéhez és eklektikus voltához, másrészt viszont hátráltatta saját, egyéni hangjának következetes kialakításában. A dodekafóniától (a zenei skála tizenkét hangjának szabad használatától, ami a 20. század előtt nem volt jellemző a zeneszerzőkre) karmesterként és zeneszerzőként is idegenkedett. Atonális (hangnem nélküli) részletek ugyan fel-fel bukkannak egyes műveiben, de csak betétként jelennek meg. Saját magát „öreg romantikusnak” tartotta, aki mindenre fogékony.

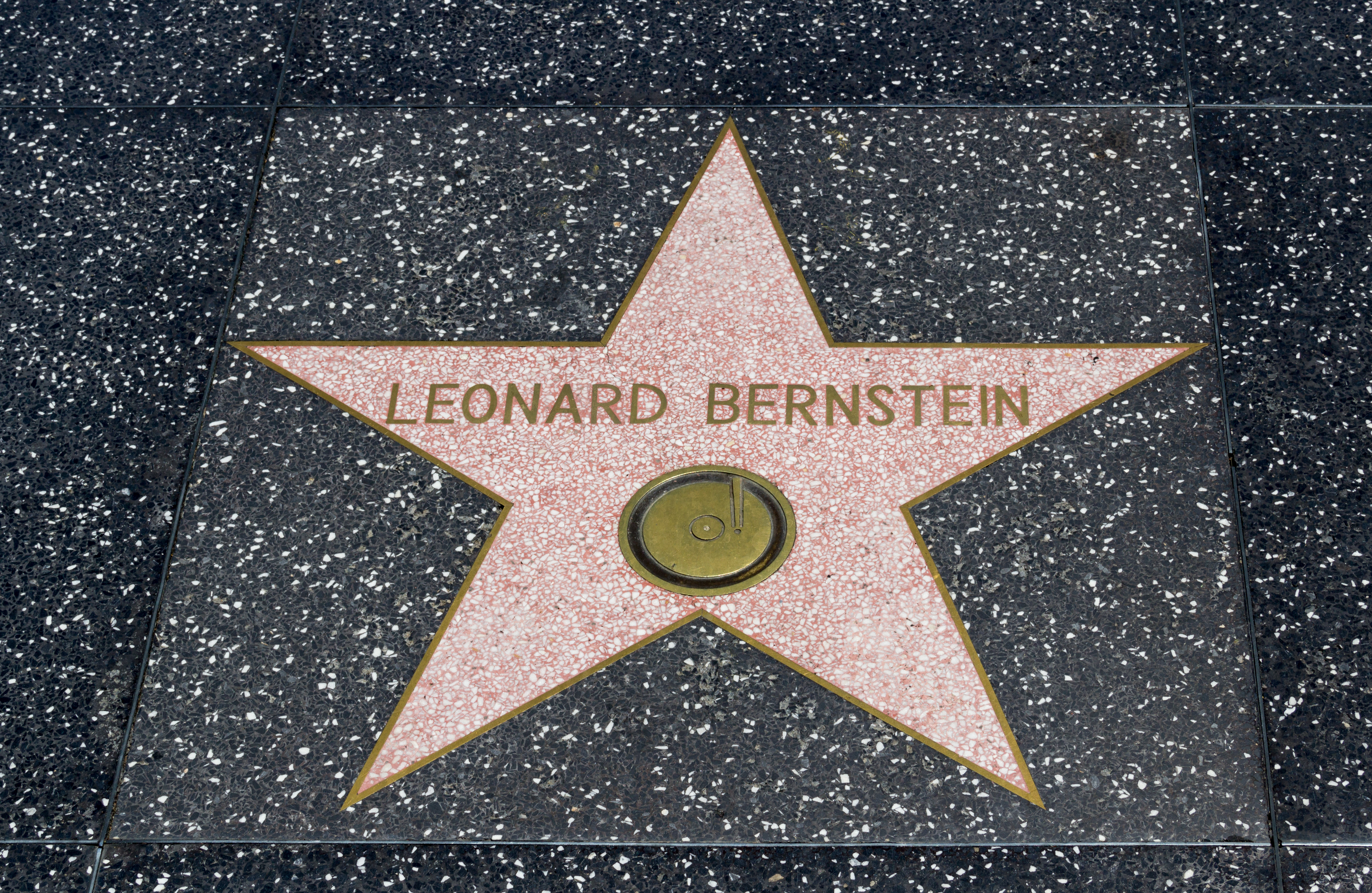
Leonard Bernstein csillaga a Hollywoodi hírességek sétányán

Legjobban sikerült zeneműveire az érzelemgazdagság, a hangeffektusok hangsúlyozása, vitalitás és élénkség jellemző. Lírai, érzelemdús hangja viszont sokszor az érzelgősség határát súrolta, nagyobb lélegzetű kompozíciói pedig olykor egyenetlenek, nem áll bennük össze a zenei forma egy nagyobb egységgé. Legsikerültebb műveinek is sokat levon az értékéből, hogy egyes részleteikben olcsóbb, szentimentálisabb stílust alkalmazott. Tételeit gyakran az egyes témák variációira építette fel. A II. szimfónia vagy a Szerenád tételei szinte egymásból születnek meg: az egymást követő tételek mindig az előző tétel zenei anyagára építenek. Színpadi műveiben mindig szigorúan igazodott az előre kigondolt programokhoz, témákhoz és gyakran alkalmazott visszatérő zenei motívumokat, egyfajta vezérmotívumos technikát alakítva ki. Az egyes történeteket felépítő kisebb jelenetek átgondoltak, jól felépítettek, mindez azonban már nem mondható el színpadi művei egészéről, amelyek sokszor tűnnek mozaikszerűnek. Színpadi zenéjének egyik legsajátosabb jellegzetessége a találó helyzet- és karakterfestés. Kiváló szatirikus érzékkel rendelkezett, ez leginkább a Csodálatos városban és a West Side Story egyes jeleneteiben mutatkozik meg. Zenei alapszövetét gyakran a vibráló-dzsesszes táncmuzsika képezi. De a dzsessz mellett kiválóan ismerte és alkalmazta Schönberg dodekafon technikájának egyes jellegzetességeit, Puccini harmóniavilágát, Mahler hangszerelési szokásait, de egyes népzenei elemeket is beépített műveibe.
Dzsesszes stíluselemek már Bernstein korai kompozícióiban is felbukkantak. Az I. szimfónia pogány ünnepét is kemény hangzásokkal, táncos ritmusokkal ábrázolta. A dzsesszes betétek soha sem egzotikus stilisztikai eszközként hatnak, hanem egyéni zenei stílusának egyfajta meghatározó elemeként. Tehetségét mi sem bizonyítja jobban, mint az a tény, hogy nemcsak előadni volt képes a dzsesszes improvizációkat, rögtönzéseket, hanem be is tudta építeni azokat a partitúráiba: zenedarabjainak nem egy részlete improvizációszerű rögtönzéseknek ható illuzórikus hatást kelt. Saját zeneműveiben képes volt megőrizni a dzsessz zene lényegét, lelkesítő hangulatát.
Legnépszerűbb műve minden kétséget kizáróan a West Side Story. A maga korában nagyon újszerűen hatott, hogy egy tragikus történetet mesél el a musical eszközeivel. Ezen művében Bernstein megteremtette a színház, zene és tánc szintézisét. A darab zenéjében sikeresen ötvözte a blues, a modern dzsessz, és a szimfonikus zene jellegzetességeit, kialakítva ezzel egy újszerű, egyéni stílust.

### Az előadóművész
Nem túlzás azt állítani, hogy Bernstein a zene megszállottja volt. Kellő tehetséggel és művészettel rendelkezett ahhoz, hogy lenyűgözze, magával ragadja a közönséget, ezért nincs semmi meglepő abban, hogy az Egyesült Államokban mai értelemben vett celebnek számított. Karmesterként jellemzőek volták rá a túláradó érzelmek, a színpadias gesztusok, nagy hangsúlyt fektetett a kifejező arcjátékra. Sokan felületességgel vádoltak amiatt, mert állítólag nem szerette a túl aprólékos műhelymunkát, a próbák alatt mindig sokat fecsegett, előadásait sokszor bélyegezték felületes show-műsornak. Ugyanakkor koncertjei mindig rendkívül energikusak, játékosak, kifejezőek voltak és mindig igyekezett megszólítani közönségét. Sajátos karmesteri stílusa kivételes hatással érvényesült Beethoven, Mahler, Sibelius vagy Nielsen szimfonikus műveinél egyaránt.
Vezénylésében mindig fontosnak tartotta a zeneszerző iránti alázatot és igyekezett figyelembe venni a kialakult előadói hagyományokat is. Igaz ugyan, hogy a próbák alatt sokat beszélt, de ő erről azt mondta, hogy karmesteri tevékenysége lényege a tanítás és mindazt, amit tud a zenéről igyekszik megosztani a zenészekkel, hogy együtt értsék meg a partitúrát és ezután könnyebben tudják megvalósítani az elképzeléseit. Állítása szerint ez egy olyan „kamarezenélés-féle” módszer volt, ahol mindannyian együtt zenéltek, közösen lélegeztek előadás közben. Egy-egy koncert előtt mindig újra és újra áttanulmányozta a már számtalanszor dirigált művek kottáját, így előfordult, hogy akár pár nap elteltével is másfajta értelmezését adta ugyanannak a zeneműnek. Saját elmondása szerint – amit Beethoven kilencedik szimfóniájának egymástól más stílusú bécsi és bostoni előadása kapcsán fogalmazott meg – az mindig döntő jelentőségű volt számára előadás közben, hogy éppen az adott pillanatban milyen volt a viszonya az előadott művel. A nagy kortárs kolléga, Nikolaus Harnoncourt szerint Bernstein zongorajátékát is jellemezte egyfajta spontaneitás, mintha mindent ott helyben talált volna ki, rögtönzött volna. Bár sohasem adott szólóestet, de gyakran szerepelt versenyművek szólistájaként, illetve rendszeresen használta próbák, valamint zenei előadások közben is a zongorát, hogy illusztráljon, megmutathassa elképzeléseit a zenéről.
Zenéről vallott elveit számtalan előadásban és könyvben kifejtette. Állítása szerint, ha a zenéről akar valaki magyarázni, akkor a zenét kell megmagyaráznia, a zene hangjairól kell beszélnie. A közönséget értelmes „közlénynek” tekintette, aki valóban „tudásra és értésre vágyik”. Véleménye szerint a zeneirodalom műalkotásainak megismerése a hangjegyek jelentésének a megértését, valamint a zenén kívüli vonatkozások zenéhez való viszonyának a megértését együttesen jelenti, mintegy a kettő közti aranyközéputat kell megtalálni a karmesternek.
Vezénylés közben gyakran egyfajta romantikus lelkesedés, túláradó érzelmek kerítették hatalmukba. Teljes testtel energikusan, látványos gesztusokkal vezényelt. Saját elmondása szerint nem tudatosan kezdett el színészkedni a pódiumon, a pillanat ragadta magával. Próbáin mindig igyekezett oldott hangulatot teremteni és előadások közben is meglehetősen fesztelenül viselkedett, ami miatt szintén sok kritikát kapott.

## Zeneművei

### Balettek
- Fancy Free (Gondtalanul, szabadon), 1944
- Facsimile (Hasonmás), 1946
- Dybbuk, 1974[26]

### Operák, operettek
- Trouble in Tahiti (Botrány Tahitiben), 1952
- Candide, 1956 (átdolgozva 1973, operetté alakítása 1989)
- A Quiet Place (Csendes hely), 1983[26]

### Musicalek
- On the Town (A városban), 1944
- Wonderful Town (Csodálatos város), 1953
- West Side Story, 1957
- The Race to Urga (befejezetlen), 1969
- "By Bernstein" , 1975
- 1600 Pennsylvania Avenue, 1976
- The Madwoman of Central Park West, 1979[26]

### Egyéb színpadi művek
- Peter Pan (Péter Pán), 1950
- The Lark (A pacsirta), 1955
- The Firstborn (Az elsőszülött), 1958
- Mass (Mise), 1971[26]

### Filmzenék
- On the Town (A városban), 1949
- On the Waterfront (A rakparton), 1954
- West Side Story, 1961[26]

### Zenekari művek
- Symphony No. 1, Jeremiah (1. Jeremiás szimfónia) 1942
- 'Three Dance Variations from "Fancy Free," (Három variáció a Fancy Free témáira), 1946
- Three Dance Episodes from "On the Town," (Három tánc A városban című musicalhez) 1947
- Symphony No. 2, The Age of Anxiety, (II. szimfónia, Az aggodalom kora) 1949 (átdolgozva 1965)
- Serenade (Szerenád), 1954
- Prelude, Fugue, and Riffs (Prelúdium, fúgák és riffek), 1949
- Symphonic Suite from "On the Waterfront" (Szimfonikus szvit A rakparton zenéjéből), 1955
- Symphonic Dances from "West Side Story" (Szimfonikus táncok a West Side Story dallamaiból), 1961
- Symphony No. 3, Kaddish (III. Kaddish-szimfónia), 1963 (átdolgozva 1977)
- Dybbuk, Suites No. 1 and 2 for Orchestra (Két Dybbuk szvit zenekarra), 1975
- Songfest: A Cycle of American Poems for Six Singers and Orchestra, 1977
- Three Meditations from "Mass" for Violoncello and Orchestra, 1977
- Slava! A Political Overture (Slava! Politikai nyitány), 1977
- Divertimento for Orchestra (Divertimento zenekarra), 1980
- Halil, 1981
- Concerto for Orchestra (Concerto zenekarra), 1989 (átdolgozva 1989)
- Overture to Candide (Candide nyitány)[26]

### Kórusművek
- Hashkiveinu, 1945
- Missa Brevis, 1988
- Chichester Psalms(Chichesteri zsoltárok), 1965[26]

### Kamarazene
- Piano Trio (Zongoratrió), 1937, Boosey & Hawkes
- Sonata for Clarinet and Piano (Szonáta klarinétra és zongorára), 1939
- Brass Music, 1959
- Dance Suite (Táncszvit), 1988[26]

### Dalok
- I Hate Music (Utálom a zenét!), 1943
- Big Stuff
- La Bonne Cuisine (A jó konyha), 1948
- Silhouette (Galilee) (Sziluett), 1951
- Two Love Songs (Két szerelmes dal), 1960
- So Pretty, 1968
- Piccola Serenata (Szerenata piccolóra), 1988
- Arias and Barcarolles (Áriák és Barcarollák), 1988[26]

### Zongoradarabok
- Music for Two Pianos (Zene két zongorára), 1937
- Piano Sonata (Zongoraszonáta), 1938
- 7 Anniversaries (Hét évforduló), 1944
- Four Anniversaries (Négy évforduló), 1948
- 5 Anniversaries (Öt évforduló), 1952
- Bridal Suite, 1960
- Moby Diptych, 1981
- Touches (Érintés), 1981
- 13 Anniversaries (Tizenhárom évforduló), 1988[26]

### Egyéb művek
- Other occasional works, written as gifts and other forms of memorial and tribute
- "The Skin of Our Teeth": An aborted work from which Bernstein took material to use in his "Chichester Psalms"
- "Simhu Na" (arrangement of traditional song)
- "Waltz for Mippy III" for Tuba and Piano
- "Elegy for Mippy II" for Trombone alone
- "Elegy for Mippy I" for Horn and Piano
- "Rondo for Lifey" for Trumpet and Piano
- "Fanfare for Bima" for Brass Quartet: composed in 1947 as a birthday tribute to Koussevitzky using the tune he whistled to call his cocker spaniel[26]

## Magyarul megjelent művei
- Hangversenyek fiataloknak; ford., jegyz., interjú Juhász Előd; Zeneműkiadó, Bp., 1974
- A muzsika öröme; ford. Juhász Előd; Gondolat, Bp., 1976
- A megválaszolatlan kérdés. Hat előadás a Harvard Egyetemen. Charles Eliot Norton előadások, 1973; ford. Révész Dorrit; Zeneműkiadó, Bp., 1979